# Tachtigjarige Oorlog, 1621–1648

De Lage Landen in 1621–1628
Nederlandse Republiek
Nederlandse veroveringen
Spaanse Nederlanden
Spaanse veroveringen
Prinsbisdom Luik

De periode 1621–1648 in de Tachtigjarige Oorlog was de laatste fase van het conflict tussen het Spaanse Rijk en de ondertussen ontstane Republiek der Zeven Verenigde Nederlanden. Zij begon toen het Twaalfjarig Bestand (1609–1621) afliep en werd beëindigd met de ondertekening en ratificatie van de Vrede van Münster op 30 januari respectievelijk 15 mei 1648.
Hoewel Staatse (Noord-Nederlandse) en Spaanse legers aan weerszijden van de Gulik-Kleefse Successieoorlog (juni 1609 – oktober 1610; mei–oktober 1614) in Gulik-Kleef-Berg stonden, vermeden ze elkaar zorgvuldig. De vijandelijkheden verspreidden zich niet terug naar de Habsburgse Nederlanden en het Bestand hield stand. Desalniettemin mislukten ook pogingen tot een definitieve vrede en de oorlog werd zoals verwacht in 1621 hervat. In wezen werd het een zijtoneel van de bredere Dertigjarige Oorlog die al was uitgebroken met de Boheemse Opstand in 1618 in oostelijke delen van het Heilige Roomse Rijk (Bohemen en Oostenrijk), waarbij in Centraal-Europa de Protestantse Unie tegenover de Katholieke Liga kwamen te staan, hoewel de twee conflicten nooit volledig zijn samengesmolten. Met successen over en weer – met name de Spaanse overmeestering van Breda in 1625, die weer ongedaan gemaakt werd door de Nederlandse herinname in 1637 – slaagde de Republiek in de verovering van de oostelijke grensforten Oldenzaal (1626) en Groenlo (1627), de grote Brabantse stad 's-Hertogenbosch (1629), de vestingsteden Venlo, Roermond en Maastricht langs de Maas (1632), en Sas van Gent (1644) en Hulst (1645) in Zeeuws-Vlaanderen.
Toch liepen vredesbesprekingen in 1629–1630 op niets uit, ambitieuzere plannen om Brussel in 1632–1633 te veroveren met behulp van anti-Spaanse adel in de Zuidelijke Nederlanden werden nooit uitgevoerd en verschillende pogingen tot Noordelijke republikeinse veroveringen en belegeringen van Antwerpen werden gepareerd door het Spaanse koninklijke Leger van Vlaanderen. De Frans-Nederlandse alliantie van 1635 bracht ook geen wezenlijke verandering in de situatie ter plaatse, met name door de wreedheden die tijdens de Plundering van Tienen werden begaan, wat averechts werkte en hen de sympathie van de Zuid-Nederlandse bevolking kostte. De Franse interventie en de interne ontevredenheid over de kosten van de oorlog in de Lage Landen leidden echter tot een wijziging van het "de Nederlanden Eerst"-beleid van Spanje en een focus op het onderdrukken van de door Frankrijk gesteunde Maaiersopstand in Catalonië. De patstelling en de financiële problemen die daaruit voortvloeiden, plus de Spaanse militaire uitputting en het Nederlandse verlangen naar formele politieke erkenning, overtuigden beide partijen er uiteindelijk van om halverwege de jaren 1640 vredesbesprekingen te houden. Het resultaat was de Vrede van Münster van 1648, die de meeste afspraken bevestigde die al met het bestand van 1609 waren gemaakt.

## Achtergrond

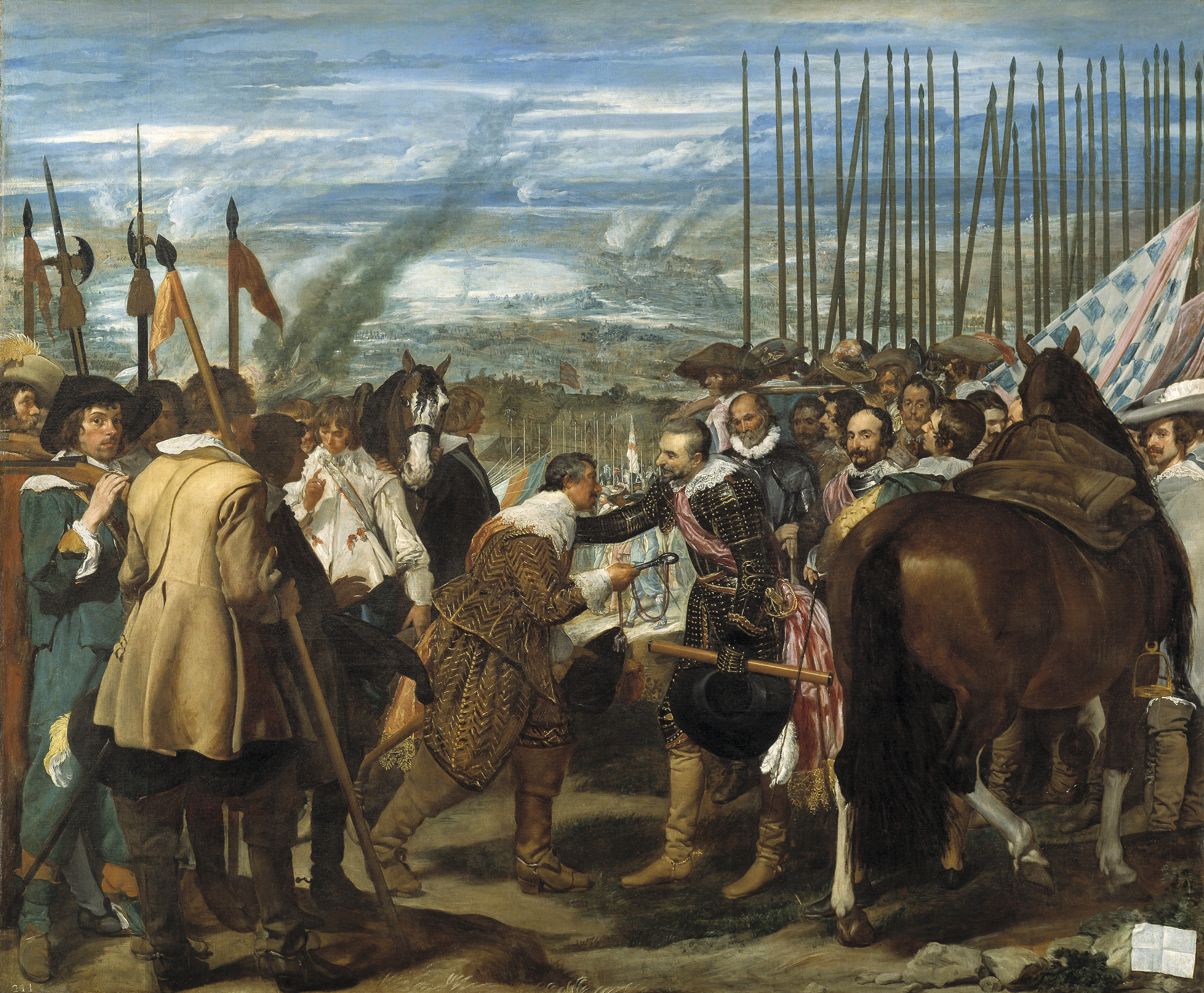
1625: De overgave van Breda door Diego Velázquez toont de capitulatie van de Nederlandse commandant van Breda tegenover Genuees generaal in Spaanse dienst Ambrogio Spinola

Van Oldenbarnevelt had niet de ambitie om de Republiek de leidende macht van het protestantse Europa te laten worden, en hij had bewonderenswaardige terughoudendheid getoond toen de Republiek in 1609–1610 en 1614 zich genoodzaakt had gevoeld om militair in te grijpen in de Gulikse successiecrisis tegenover Spanje. Hoewel er een gewapend conflict dreigde tussen de Spaanse en Nederlandse strijdkrachten die bij de crisis betrokken waren, zorgden beide partijen ervoor elkaar uit de weg te gaan, met respect voor elkaars invloedssferen.
De Republiek was na het sluiten van het Bestand een feitelijk erkende onafhankelijke mogendheid, hetgeen haar internationale prestige aanzienlijk vergrootte. Binnen de Republiek ontstonden echter twisten tussen remonstranten en contraremonstranten (de Bestandstwisten) die haar op de rand van een binnenlandse oorlog brachten. Johan van Oldenbarnevelt stond aan de kant van de remonstranten en Maurits koos partij voor de contraremonstranten. Het conflict escaleerde met het plegen van een staatsgreep door Maurits en zijn leger in juli 1618. Van Oldenbarnevelt werd gearresteerd, veroordeeld wegens hoogverraad en op 13 mei 1619 op het Binnenhof in Den Haag onthoofd. Maurits werd daarmee naast militair leider ook de onbetwiste politiek leider van de Republiek.
De onderhandelingen voor een permanente vrede gingen door tijdens het Bestand. Twee grote twistpunten konden niet worden opgelost. Ten eerste werd de Spaanse eis voor godsdienstvrijheid van katholieken in Noord-Nederland beantwoord door een Nederlandse eis voor een soortgelijke godsdienstvrijheid voor protestanten in de Zuidelijke Nederlanden. Ten tweede was er een groeiende onenigheid over de handelsroutes naar de verschillende koloniën (in het Verre Oosten en Amerika). De Spanjaarden deden nog een laatste poging om het noorden te heroveren, en de Nederlanders gebruikten hun marine om hun koloniale handelsroutes uit te breiden ten koste van Spanje (de Nederlanders concentreerden zich vooral op het veroveren van Filips bezittingen als koning van Portugal, dat de wapenstilstand niet had ondertekend, in de Nederlands-Portugese Oorlog). Namens de Oostenrijkse aartshertogen deed de Brabantse diplomaat Petrus Peckius de Jonge in maart 1621 in Den Haag nog een laatste poging om te onderhandelen over een verlenging van het bestand. Hij richtte zich op 23 maart 1621 tot de Staten-Generaal en stelde voor dat de Verenigde Provinciën hun eigen zaken zouden regelen in ruil voor een nominale erkenning van de soevereiniteit van de koning van Spanje. Deze suggestie werd niet goed ontvangen door zijn gastheren en hij werd teruggestuurd met een verontwaardigde afwijzing van zijn voorstel. De oorlog werd wederom voortgezet; er was bovendien een cruciaal risico dat zij volledig zou versmelten met de bredere Dertigjarige Oorlog die al in 1618 was uitgebroken.

## Nederlandse interventie in de vroege Dertigjarige Oorlog (1619–1621)
Het nieuwe bewind in Den Haag zag de zaken echter anders. Terwijl in de Republiek een binnenlandse oorlog werd vermeden, brak er op 23 mei 1618 in het Koninkrijk Bohemen een burgeroorlog uit met de Tweede Praagse Defenestratie. De Boheemse opstandelingen stonden nu tegenover hun koning, Ferdinand II, die volgens het Oñateverdrag spoedig zijn oom keizer Matthias (de voormalige landvoogd der Nederlanden) zou opvolgen als keizer. Zij zochten in deze strijd steun van bondgenoten en van protestantse zijde kon en wilde alleen de Republiek daarin voorzien. In de praktijk betekende dit steun aan Frederik V van de Palts, een neef van Maurits en een schoonzoon van Jacobus I van Engeland, toen Frederik de Kroon van Bohemen aanvaardde uit handen van de rebellen (hij werd op 4 november 1619 gekroond). Zijn schoonvader had geprobeerd hem hiervan te weerhouden en waarschuwde dat hij niet op Engelse hulp kon rekenen, maar Maurits moedigde hem op alle mogelijke manieren aan, met een grote subsidie en veelbelovende Nederlandse gewapende hulp. De Nederlandse Republiek had dus een grote rol bij de aanzet tot de Dertigjarige Oorlog.
De motivatie van Maurits was de wens om de Republiek in een betere positie te manoeuvreren als de oorlog met Spanje zou worden hervat na het verstrijken van het Bestand in 1621. Vernieuwing van het Bestand was een duidelijke mogelijkheid, maar het was minder waarschijnlijk geworden, aangezien zowel in Spanje als in de Republiek principiëlere facties aan de macht waren gekomen. Hoewel een burgeroorlog in de Republiek was vermeden, was de nationale eenheid met veel bitterheid gekocht aan de verliezende Remonstrantse zijde en Maurits moest voorlopig verschillende voormalige door Remonstranten gedomineerde steden garnizoenen om zich te wapenen tegen een eventuele opstand. Dit moedigde de Spaanse regering, die interne zwakte in de Republiek bespeurde, aan om in de Boheemse kwestie een riskanter beleid te kiezen dan zij anders waarschijnlijk zou hebben gedaan. De Boheemse oorlog ontaardde daarom al snel in een proxy-oorlog tussen Spanje en de Republiek. Zelfs na de Slag op de Witte Berg van november 1620, die desastreus afliep voor het protestantse leger (waarvan een achtste in Nederlandse handen was), bleven de Nederlanders Frederik militair steunen, zowel in Bohemen als in de Palts. Maurits verleende ook diplomatieke steun en drong zowel bij de protestantse Duitse vorsten als bij Jacobus I aan op hulp aan Frederik. Toen Jacobus in september 1620 4000 Engelse troepen stuurde, werden die door de Nederlanders bewapend en vervoerd en hun opmars werd gedekt door een Nederlandse cavaleriecolonne.

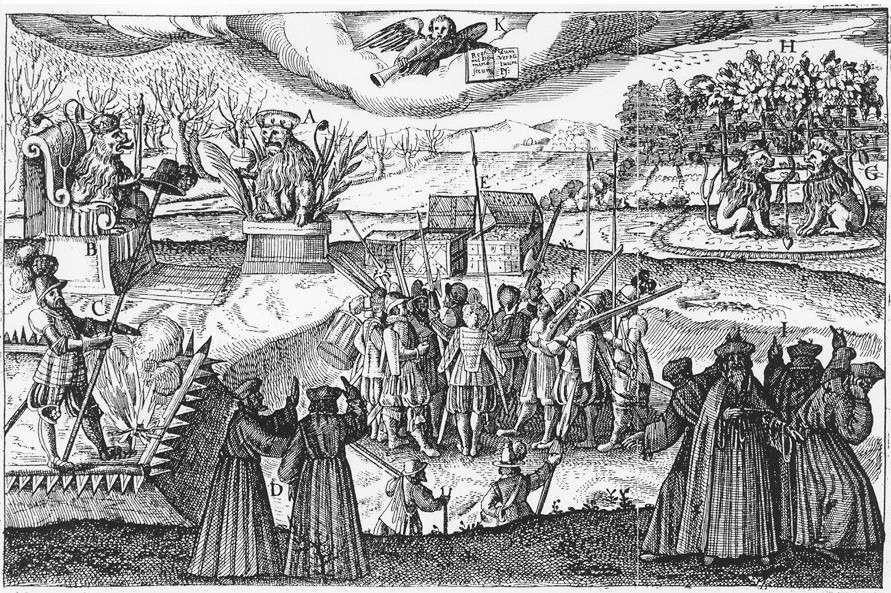
Detail van een pamflet over de Wintekoning (1620)

Uiteindelijk was de Nederlandse interventie tevergeefs. Al na enkele maanden vluchtten Frederik en zijn vrouw Elizabeth in ballingschap naar Den Haag, waar ze bekend werden als de Winterkoning en -koningin tijdens hun korte regeerperiode. Maurits drong er tevergeefs bij Frederik op aan om ten minste de Palts te verdedigen tegen de Spaanse troepen onder Spinola en Tilly. Deze oorlogsronde ging naar Spanje en de keizerlijke troepen in Duitsland. Jacobus nam het Maurits kwalijk dat hij met beloften die hij niet kon nakomen de verliezende partij had aangespoord.
In 1620 en 1621 was er voortdurend contact tussen Maurits en de regering te Brussel over een mogelijke verlenging van het Bestand. Aartshertog Albrecht van Oostenrijk was intussen eerst gouverneur-generaal van de Habsburgse Nederlanden geworden en vervolgens na zijn huwelijk met Isabella Clara Eugenia, de dochter van koning Filips II, samen met zijn echtgenote de nieuwe soeverein van de Habsburgse Nederlanden. Hij was voorstander van een verlenging, vooral nadat Maurits hem ten onrechte de indruk had gegeven dat een vrede mogelijk zou zijn op basis van een symbolische erkenning van de soevereiniteit van de Spaanse koning door de Republiek. Toen Albrecht de kanselier van Brabant, Petrus Peckius de Jonge, naar Den Haag stuurde om op deze basis met de Staten-Generaal te onderhandelen, trapte hij in deze val en begon onschuldig over deze erkenning, waardoor hij zijn gastheren onmiddellijk van zich vervreemdde. Er was geen betere manier om eensgezindheid onder de noordelijke gewesten te kweken dan de suggestie dat zij hun zwaar bevochten soevereiniteit zouden moeten opgeven. Als dit incident niet was gebeurd, zouden de onderhandelingen wellicht succesvol zijn geweest, aangezien een aantal provincies bereid was het Bestand gewoon op de oude voorwaarden te verlengen. Nu werden de formele onderhandelingen echter afgebroken en kreeg Maurits toestemming om in het geheim verder te onderhandelen. Zijn pogingen om een betere deal te sluiten stuitten op tegeneisen van de nieuwe Spaanse regering voor meer inhoudelijke Nederlandse concessies. De Spanjaarden eisten de Nederlandse evacuatie van West- en Oost-Indië, opheffing van de beperkingen op de Antwerpse handel via de Schelde en tolerantie voor de openbare uitoefening van de katholieke godsdienst in de Republiek. Deze eisen waren onaanvaardbaar voor Maurits en dus liep het Bestand af in april 1621.
De oorlog werd echter nog niet meteen hervat. Maurits bleef geheime voorstellen doen aan Isabella nadat Albrecht in juli 1621 was overleden, door tussenkomst van de Vlaamse schilder en diplomaat Peter Paul Rubens. Hoewel de inhoud van deze vredesvoorstellen (die neerkwamen op variaties op de door Spanje geëiste concessies) in de Republiek niet bekend was, werd het feit dat er geheime onderhandelingen plaatsvonden wel bekend. Dit maakte voorstanders van hervatting van de oorlog ongerust, waaronder bijvoorbeeld de investeerders in de West-Indische Compagnie (WIC), die na lang uitstel eindelijk op het punt stond opgericht te worden, met als hoofddoel om de oorlog naar Spaans-Amerika uit te breiden. Het verzet tegen de vredesinitiatieven nam dan ook toe en er kwam niets van terecht.

## De Republiek in het defensief (1621–1628)

### Spaanse machtswisseling en Spinola's verovering van Breda (1621–1625)
Het Bestand liep officieel af op 9 april 1621; Filips III stierf kort ervoor op 31 maart. Hij werd opgevolgd door zijn 16-jarige zoon Filips IV en de nieuwe regering onder Gaspar de Guzmán y Pimentel (Olivares) moest zich vestigen. Kort daarna stierf ook Albrecht van Oostenrijk op 13 juli, zodat de Oostenrijks-Habsburgse heerschappij over de (Zuidelijke) Nederlanden weer overging naar de Spaanse tak. Isabella Clara Eugenia verloor haar soevereiniteit over de Nederlanden na de dood van haar man en werd in plaats daarvan gouverneur-generaal voor Filips IV.
In de Spaanse regering was men van mening dat het Bestand in economische zin ruïneus was geweest voor Spanje. In deze visie had de wapenstilstand de Nederlanders in staat gesteld zeer ongelijke voordelen te behalen in de handel met het Iberisch schiereiland en het Middellandse Zeegebied, dankzij hun handelskracht. Anderzijds had de aanhoudende blokkade van Antwerpen ertoe bijgedragen dat die stad sterk in belang was afgenomen (vandaar de eis tot opheffing van de sluiting van de Schelde). De verschuiving van de handelsvoorwaarden tussen Spanje en de Republiek had geleid tot een permanent handelstekort voor Spanje, wat zich uiteraard vertaalde in een afvoer van Spaans zilver naar de Republiek. Het Bestand had ook een verdere impuls gegeven aan de Nederlandse penetratie van Indië en in 1615 had een marine-expeditie onder leiding van Joris van Spilbergen de westkust van Spaans Zuid-Amerika overvallen. Spanje voelde zich bedreigd door deze invallen en wilde daar een eind aan maken. Tenslotte hadden de economische voordelen de Republiek de financiële middelen opgeleverd om tijdens de wapenstilstand een grote zeemacht te bouwen en haar permanente leger uit te breiden tot een omvang die kon wedijveren met de Spaanse militaire macht. Deze toegenomen legerkracht leek vooral gericht op het dwarsbomen van de Spaanse beleidsdoelstellingen, zoals blijkt uit de Nederlandse interventies in Duitsland in 1614 en 1619 en het Nederlandse bondgenootschap met de vijanden van Spanje in het Middellandse Zeegebied, zoals Venetië en de sultan van Marokko. De drie voorwaarden die Spanje had gesteld voor een voortzetting van het Bestand waren bedoeld om deze nadelen van het bestand te verhelpen (de eis van vrijheid van godsdienst voor de katholieken werd gesteld om principiële redenen, maar ook om de nog steeds aanzienlijke katholieke minderheid in de Republiek te mobiliseren en zo politiek te destabiliseren).

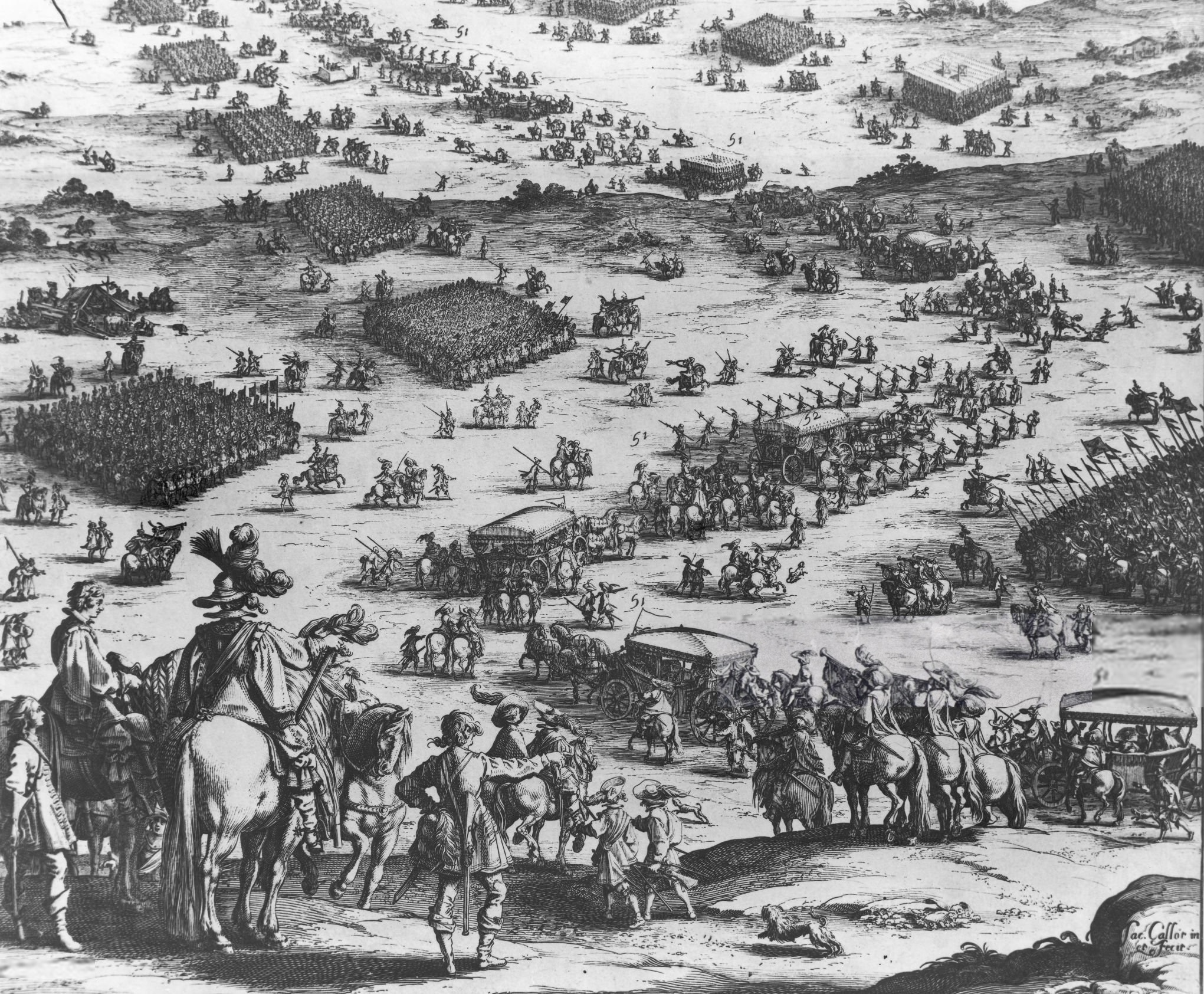
Beleg van Breda door Jacques Callot

Ondanks de ongelukkige indruk die de openingsrede van kanselier Peckius bij de onderhandelingen over de verlenging van het Bestand had gemaakt, was het doel van Spanje en de regering in Brussel niet een oorlog om de Republiek te heroveren. De opties die in Madrid werden overwogen waren ofwel een beperkte uitoefening van de wapenkracht, om enkele van de strategische punten die de Republiek onlangs had verworven (zoals Kleef) te veroveren, gecombineerd met maatregelen van economische oorlogvoering, ofwel een beroep op economische oorlogvoering alleen. Spanje koos voor het eerste alternatief. Onmiddellijk na het verstrijken van het bestand in april 1621 werden alle Nederlandse schepen uit de Spaanse havens verjaagd en werden de strenge handelsembargo's van vóór 1609 hervat. Na een pauze om het Leger van Vlaanderen weer op sterkte te brengen, begon Spinola een aantal landoffensieven, waarbij hij in 1622 de vesting Gulik (sinds 1614 door de Nederlanders bezet) en het Brabantse Steenbergen veroverde, voordat hij de belangrijke vestingstad Bergen op Zoom belegerde. Dit bleek een kostbaar fiasco omdat Spinola's aanvallende leger van 18.000 man wegsmolt door ziekte en desertie. Daarom moest hij het beleg na enkele maanden opheffen. De strategische betekenis van deze vernederende ervaring was dat de Spaanse regering nu concludeerde dat het belegeren van de sterke Nederlandse forten een verspilling van tijd en geld was en besloot zich voortaan uitsluitend te richten op de economische oorlogsvoering. Het latere succes van Spinola's Beleg van Breda (1624-1625) veranderde niets aan dit besluit; Spanje stelde zich militair defensief op in de Nederlanden. Maurits stierf in april 1625, 58 jaar oud. De Spaanse bevelhebber Ambrogio Spinola slaagde erin om op 5 juni 1625 de stad Breda te veroveren. De oorlog was nu meer gericht op handel, veel tussen de Nederlanders en de Duinkerkers, maar ook op Nederlandse aanvallen op Spaanse konvooien, en vooral de inbeslagname van de onderbemande Portugese handelsforten en slecht verdedigde gebieden.

### De Republiek tijdens Maurits' laatste jaren (1621–1625)

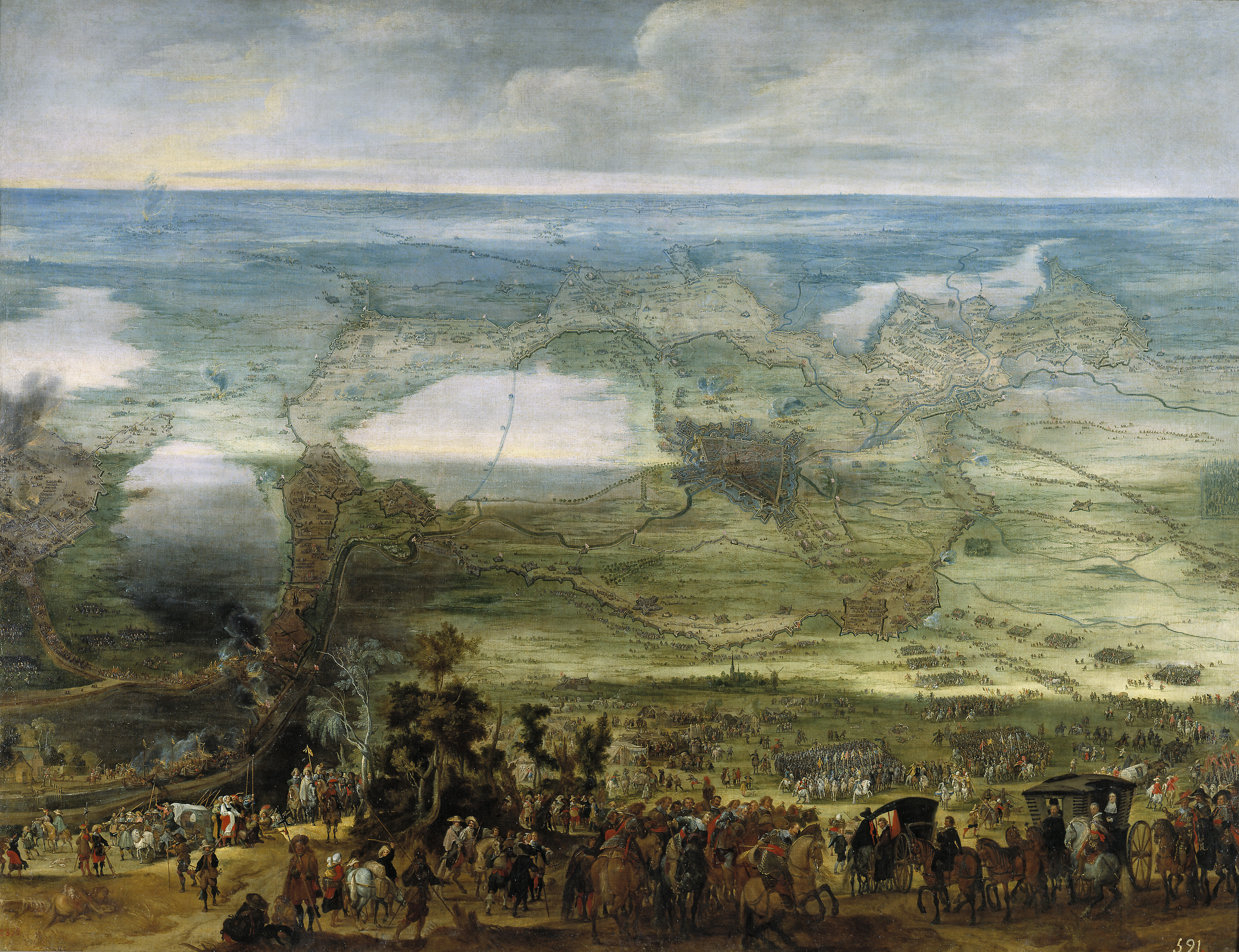
Schilderij van het Beleg van Breda (1624-1625)

De bestuurlijke situatie van de Republiek verslechterde in Maurits' laatste jaren. Hij was er te succesvol in geweest om na zijn staatsgreep in 1618 alle regeringstaken in eigen hand te nemen. Hij domineerde de Nederlandse politiek en diplomatie volledig in zijn eerste jaren daarna en monopoliseerde zelfs de mislukte vredesbesprekingen voorafgaand aan het aflopen van het Bestand. Ook de politieke contraremonstranten hadden tijdelijk de volledige controle, maar de keerzijde was dat zijn regering overbelast was, met te weinig mensen die op lokaal niveau het zware werk deden, wat essentieel was om de overheidsmachine soepel te laten werken in de sterk gedecentraliseerde Nederlandse polis. De conventionele rol van Nederland als leider van het politieke proces kwam tijdelijk te vervallen, omdat Nederland als machtscentrum werd uitgeschakeld. Maurits moest alles alleen doen met zijn kleine groep aristocratische managers in de Staten-Generaal. Deze situatie verslechterde nog meer toen hij als opperbevelhebber lange perioden te velde moest doorbrengen, waarin hij niet in staat was om persoonlijk de zaken in Den Haag te leiden. Zijn gezondheid ging al snel achteruit, wat ook afbreuk deed aan zijn effectiviteit als politiek en militair leider. Het regime, afhankelijk van Maurits' persoonlijke kwaliteiten als virtueel dictator, kwam daardoor onder ondraaglijke druk te staan.
In de periode tot de dood van Maurits in april 1625 verslechterde daarom ook de strategische en militaire positie van de Republiek. Het moest het permanente leger in 1622 opvoeren tot 48.000 man, alleen al om de verdedigingsring van forten te behouden, terwijl Spanje tegelijkertijd het leger van Vlaanderen uitbreidde tot 60.000 man. Dit legde een grote druk op de financiën van de Republiek in een tijd waarin de belastingtarieven al gevaarlijk hoog waren. Maar tegelijkertijd had de Republiek geen andere optie dan de imploderende Duitse protestantse troepen financieel te ondersteunen. Daarom betaalden de Nederlanders voor het leger van graaf Ernst van Mansfeld dat zich na zijn nederlagen tegen de Spaanse en keizerlijke troepen aan de Nederlandse grens in Oost-Friesland schuilhield; men hoopte zo een volledige omsingeling van de Republiek te kunnen voorkomen. Een tijdlang vestigde de Republiek haar hoop op Christiaan van Brunswijk-Wolfenbüttel. Zijn door de Staten gefinancierde leger werd echter in augustus 1623 verpletterd bij Stadtlohn (nabij de Nederlandse grens) door de troepen van de Katholieke Liga onder Tilly. Deze tegenslag maakte een versterking van de Nederlandse IJssellinie noodzakelijk. Spinola verzuimde echter te profiteren van de nieuwe situatie, in slaap gesust door Maurits' onophoudelijke vredesstreven, al zou hij in august 1624 terugkeren het beleg voor Breda slaan. Ondertussen sloot de Republiek op 10 juni 1624 het Verdrag van Compiègne (1624) met Lodewijk XIII van Frankrijk, waarin laatstgenoemde ermee instemde de Nederlandse militaire inspanning te steunen met een jaarlijkse subsidie van een miljoen gulden (7% van het Nederlandse oorlogsbudget).

### Economische oorlogsvoering (jaren 1620)
Hoewel Spanje zich defensief opstelde, werd de economische oorlogsvoering echter geïntensiveerd op een manier die neerkwam op een ware belegering van de Republiek als geheel. In de eerste plaats werd de zeeoorlog geïntensiveerd. De Spaanse marine bestookte de Nederlandse scheepvaart, die door de Straat van Gibraltar naar Italië en de Levant moest varen, waardoor de Nederlanders gedwongen werden in konvooien met marinebegeleiding te varen. De kosten hiervan werden gedragen door de kooplieden in de vorm van een speciale belasting, die werd gebruikt om de Nederlandse marine te financieren, maar dit verhoogde de scheepvaarttarieven die de Nederlanders in rekening moesten brengen, en hun transportverzekeringstarieven waren ook hoger, waardoor de Nederlandse scheepvaart minder concurrerend werd. Spanje verhoogde ook de aanwezigheid van zijn marine in de Nederlandse thuiswateren, in de vorm van de armada van Vlaanderen, en het grote aantal kapers, de Duinkerkers, allebei gevestigd in de Zuidelijke Nederlanden. Hoewel deze Spaanse zeestrijdkrachten niet sterk genoeg waren om de Nederlandse zeemacht te betwisten, voerde Spanje een zeer succesvolle handelsoorlog, vooral tegen de Nederlandse haringvisserij, ondanks pogingen van de Nederlanders om de Vlaamse kust te blokkeren.

De Lage Landen in 1629
Nederlandse Republiek
Spaanse Nederlanden
Prinsbisdom Luik

De Nederlandse haringhandel, een belangrijke pijler van de Nederlandse economie, werd zwaar getroffen door andere vormen van economische oorlogsvoering, het embargo op zout voor het conserveren van haring, en de blokkade van de binnenwateren naar het Nederlandse achterland, die een belangrijke transportroute vormden voor de Nederlandse doorvoerhandel. De Nederlanders waren gewend hun zout te betrekken uit Portugal en de Caribische eilanden. Alternatieve zoutvoorraden waren beschikbaar uit Frankrijk, maar het Franse zout had een hoog magnesiumgehalte, waardoor het minder geschikt was voor het conserveren van haring. Toen de aanvoer in de Spaanse invloedssfeer werd afgesneden, kreeg de Nederlandse economie dus een zware klap. Het zoutembargo was slechts een onderdeel van het meer algemene embargo op de Nederlandse scheepvaart en handel dat Spanje na 1621 instelde. De beet van dit embargo nam slechts geleidelijk toe, omdat de Nederlanders het aanvankelijk probeerden te omzeilen door hun handel in neutrale bodems onder te brengen, zoals de schepen van de Hanze en Engeland. Ook Spaanse kooplieden probeerden het te ontduiken, omdat het embargo de Spaanse economische belangen grote schade toebracht, zelfs in die mate dat een tijdlang een hongersnood dreigde in het Spaanse Napels toen de door Nederlanders vervoerde graanhandel werd afgesneden. In het besef dat de lokale autoriteiten het embargo vaak saboteerden, bouwde de Spaanse kroon in 1624 een uitgebreid handhavingsapparaat op, de Almirantazgo de los países septentrionales (Admiraliteit van de noordelijke landen) om het embargo effectiever te maken. Onderdeel van het nieuwe systeem was een netwerk van inspecteurs in neutrale havens die de neutrale scheepvaart controleerden op goederen met een Nederlandse connectie en certificaten verstrekten die neutrale schippers beschermden tegen confiscatie in Spaanse havens. De Engelsen en Hanzesteden voldeden hier maar al te graag aan en droegen zo bij aan de effectiviteit van het embargo.
Het embargo werd een effectieve directe en indirecte belemmering voor de Nederlandse handel, omdat niet alleen de directe handel tussen de Amsterdamse stapelplaats en de landen van het Spaanse rijk werd getroffen, maar ook de delen van de Nederlandse handel die er indirect van afhankelijk waren: Baltisch graan en scheepsvoorraden bestemd voor Spanje werden nu door anderen geleverd, waardoor de Moedernegotie: de Nederlandse handel met de Baltische regio werd gedrukt, en het vervoer tussen Spanje en Italië verschoof nu naar de Engelse scheepvaart. Het embargo was echter een tweesnijdend zwaard, want sommige Spaanse en Portugese exportactiviteiten stortten daardoor eveneens in (zoals de Valenciaanse en Portugese zoutexport).
Spanje kon na 1625 ook de binnenwateren fysiek afsluiten voor het Nederlandse rivierverkeer. De Nederlanders werden zo ook beroofd van hun belangrijke doorvoerhandel met het neutrale prinsbisdom Luik (toen nog geen deel van de Zuidelijke Nederlanden) en het Duitse achterland. De Nederlandse boter- en kaasprijzen stortten in als gevolg van deze blokkade (en stegen sterk in de getroffen invoergebieden), evenals de prijzen van wijn en haring (de Nederlanders monopoliseerden destijds de Franse wijnhandel). De sterke prijsstijgingen in de Spaanse Nederlanden gingen echter soms gepaard met voedseltekorten, waardoor dit embargo uiteindelijk werd versoepeld. Het werd uiteindelijk opgegeven, omdat het de Brusselse autoriteiten belangrijke inkomsten uit douanerechten ontnam.
De economische oorlogsmaatregelen van Spanje waren effectief in die zin dat zij de economische activiteit in de Nederlanden onder druk zetten, waardoor ook de Nederlandse fiscale middelen voor de financiering van de oorlogsinspanningen afnamen, maar ook doordat zij de Europese handelsbetrekkingen structureel veranderden, althans tot het einde van de oorlog, waarna deze weer in het voordeel van de Nederlanders uitvielen. De neutralen profiteerden, maar zowel de Nederlandse als de Spaanse gebieden leden economisch, zij het niet in gelijke mate, omdat sommige industriegebieden profiteerden van de kunstmatige handelsbeperking, die een protectionistisch effect had. De "nieuwe draperieën" textielindustrie in de Republiek verloor permanent terrein aan haar concurrenten in Vlaanderen en Engeland, hoewel dit werd gecompenseerd door een verschuiving naar duurdere wol van hoge kwaliteit. Toch was de economische druk en de ineenstorting van handel en industrie die deze veroorzaakte niet voldoende om de Republiek op de knieën te krijgen. Daar waren verschillende redenen voor. De gecharterde bedrijven, de Vereenigde Oostindische Compagnie (VOC) en de West-Indische Compagnie (WIC), zorgden voor voldoende werkgelegenheid om de terugval in andere vormen van handel te compenseren en hun handel leverde grote inkomsten op. De bevoorrading van de legers, zowel in Nederland als in Duitsland, was een zegen voor de landbouwgebieden in de Nederlandse binnenlandprovincies.

### Stabilisering van de Republiek (1625–1628)

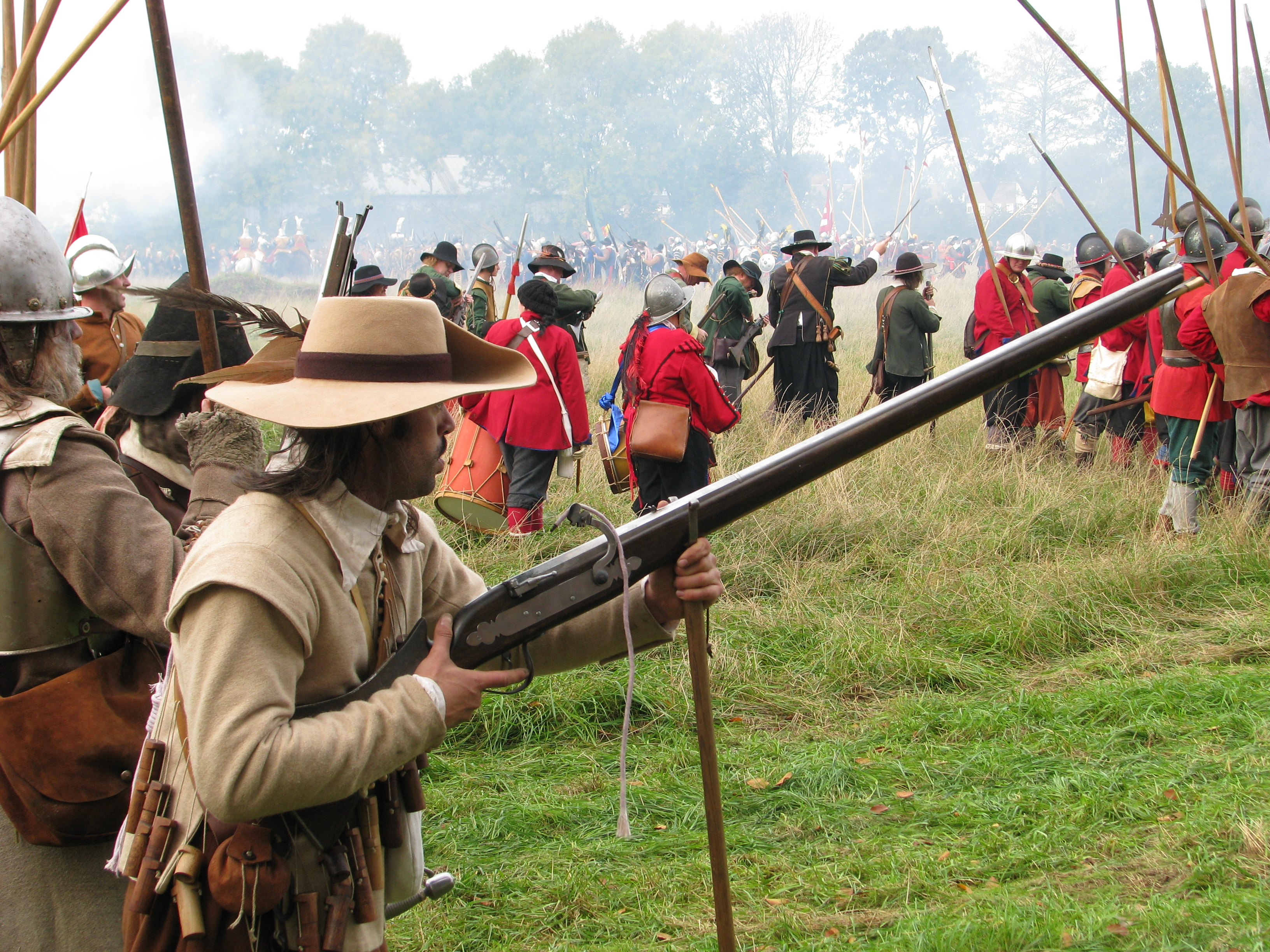
De Slag om Grolle, een moderne re-enactment van het Beleg van Groenlo (1627)

De fiscale situatie van de Nederlandse regering verbeterde na de dood van Maurits in april 1625. Hij werd opgevolgd als prins van Oranje en commandant van de Staatse krijgsmacht door zijn halfbroer Frederik Hendrik van Oranje. Het duurde echter enkele maanden voordat hij tot stadhouder van Holland en Zeeland werd benoemd, omdat er tijd nodig was om overeenstemming te bereiken over de voorwaarden van zijn aanstelling. Dit ontnam het bestuur leiderschap in een cruciale periode. In deze periode maakten de gematigde calvinistische regenten een terugkeer in Holland ten koste van de radicale contraremonstranten. Dit was een belangrijke ontwikkeling, omdat Frederik Hendrik niet uitsluitend op de laatste factie kon leunen, maar in plaats daarvan een positie "boven de partijen" innam en de twee facties tegen elkaar uitspeelde. Een neveneffect hiervan was dat in de Republiek meer normale politieke verhoudingen terugkeerden, waarbij Holland weer een centrale politieke positie innam. Ook de vervolging van de remonstranten nam nu af met instemming van de prins en met dit hernieuwde klimaat van tolerantie verbeterde ook de politieke stabiliteit in de Republiek.
Deze verbetering van de binnenlandse aangelegenheden hielp de Republiek de moeilijke jaren van de fase van de scherpste economische oorlogsvoering te boven te komen. Tijdens de luwte van de militaire druk van Spanje na de val van Breda in 1625, kon de Republiek dankzij de verbeterde financiële situatie haar staande leger gestaag uitbreiden. Hierdoor kon de nieuwe stadhouder van Friesland en Groningen, Ernst Casimir van Nassau-Dietz, om Oldenzaal te heroveren, waardoor de Spaanse troepen gedwongen werden Overijssel te ontruimen. Diplomatiek verbeterde de situatie toen Engeland in 1625 als bondgenoot van de Republiek zich in de oorlog mengde. Frederik Hendrik verdreef de Spanjaarden uit Oost-Gelderland in 1627 na de verovering van Groenlo (Grol). De Nederlandse overwinning in de Slag in de Baai van Matanzas in 1628, waarbij een Spaanse zilvervloot werd veroverd door Piet Hein, droeg nog meer bij aan de verbetering van de fiscale situatie, terwijl Spanje tegelijkertijd van het broodnodige geld werd beroofd. De grootste bijdrage aan de verbetering van de Nederlandse positie in 1628 was echter dat Spanje zich opnieuw te buiten was gegaan toen het deelnam aan de Mantuaanse Successieoorlog. Hierdoor raakten de Spaanse troepen en financiële middelen op het strijdtoneel in de Nederlanden zodanig uitgeput, dat de Republiek voorlopig een strategisch overwicht kreeg: het leger van Vlaanderen liep terug tot 55.000 man, terwijl het Staatse leger in 1627 58.000 man bereikte.

## De Republiek in de tegenaanval (1629–1635)

### Beleg van 's-Hertogenbosch (1629)
Ondertussen waren de keizerlijke troepen in Duitsland opgekomen na de eerste tegenslag door de interventie van Christiaan IV van Denemarken in de oorlog in 1625. Zowel de Denen als Mansfelt werden in 1626 verslagen, en de Katholieke Liga bezette de noordelijke Duitse gebieden die tot dan toe als bufferzone voor de Republiek hadden gefungeerd. In 1628 leek een invasie van het oostelijke deel van de Republiek even aanstaande. De relatieve macht van Spanje, tot dan toe de belangrijkste speler in de Duitse burgeroorlog, was echter snel aan het afnemen. In april 1629 telde het Statenleger 77.000 soldaten, weer de helft minder dan het leger van Vlaanderen op dat moment. Hierdoor kon Frederik Hendrik een mobiel leger van 28.000 man optrommelen (de overige troepen werden ingezet in de vaste garnizoenen van de Republiek) en 's-Hertogenbosch beleggen. Tijdens het beleg van deze strategische vestingstad lanceerden de keizerlijke en Spaanse bondgenoten een afleidingsaanval vanaf de Duitse IJssellinie. Nadat ze deze rivier waren overgestoken, vielen ze het Nederlandse hartland binnen tot aan de stad Amersfoort, die zich prompt overgaf. De Staten-Generaal mobiliseerden echter burgermilities en scharrelden garnizoenstroepen uit forten in het hele land, waardoor ze een leger samenstelden dat op het hoogtepunt van de noodtoestand maar liefst 128.000 man telde. Zo kon Frederik Hendrik zijn beleg van 's-Hertogenbosch handhaven. Toen Nederlandse troepen het Spaanse fort Wesel verrasten, dat fungeerde als belangrijkste Spaanse bevoorradingsbasis, werden de invallers gedwongen zich terug te trekken naar de IJssel. 's-Hertogenbosch gaf zich in september 1629 over aan Frederik Hendrik. Deze stad, de grootste in het noorden van Brabant, werd onneembaar geacht. Het verlies ervan was een zware slag voor de Spanjaarden. Volgens Israel (1998) betekende de val van 's-Hertogenbosch "een vernietigende klap voor het Spaanse prestige" en was het "baanbrekend" omdat de Nederlanders voor het eerst in de oorlog een algemeen strategisch overwicht leken te hebben. De gebeurtenis zorgde ervoor dat Filips IV zijn ministers overstemde en een onvoorwaardelijke wapenstilstand aanbood, die werd afgewezen.

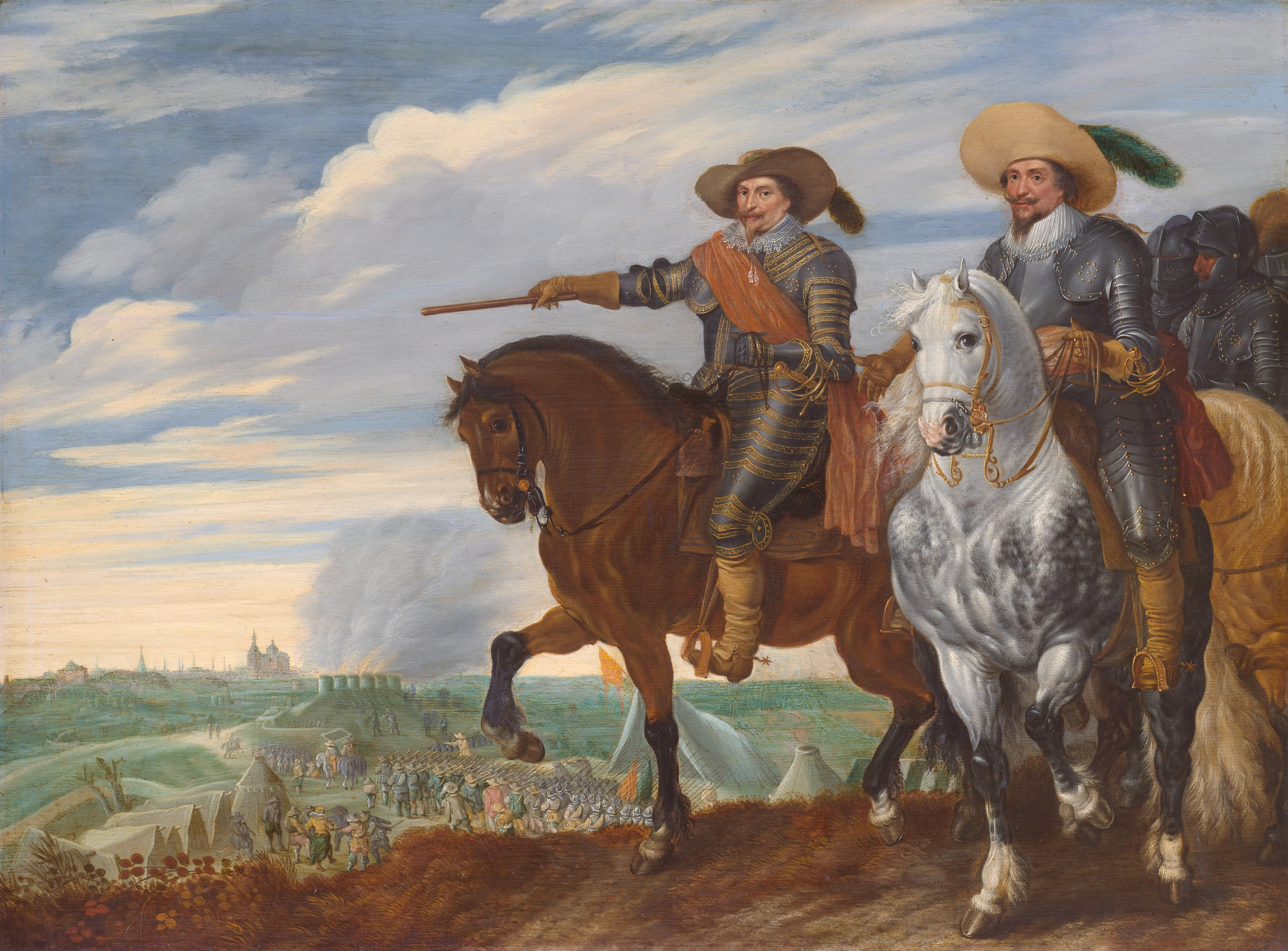
Frederik Hendrik en Ernst Casimir bij het beleg van 's-Hertogenbosch door Pauwels van Hillegaert

### Politieke impasse (1630–1631)
Het verlies van Wesel en 's-Hertogenbosch (een stad die was versterkt volgens de modernste normen, vaak met Nederlandse innovaties in fortificatie), kort na elkaar, veroorzaakte een sensatie in Europa. Het toonde aan dat de Nederlanders voorlopig een strategisch overwicht hadden. 's-Hertogenbosch was de spil van de ring van Spaanse vestingwerken in Brabant; het verlies ervan liet een gapend gat achter in het Spaanse front. Geschokt door de situatie, overrulede Filips IV Olivares en bood een onvoorwaardelijke wapenstilstand aan. De Staten-Generaal weigerden dit aanbod te overwegen totdat de keizerlijke troepen het Nederlandse grondgebied hadden verlaten. Pas nadat dit was bereikt, droegen zij het Spaanse aanbod ter overweging over aan de Staten van de provincies. Het populaire debat dat volgde verdeelde de provincies. Zoals te voorspellen was, wezen Friesland, Groningen en Zeeland het voorstel af. Frederik Hendrik schijnt er persoonlijk voorstander van te zijn geweest, maar hij werd gehinderd door de politieke verdeeldheid in de provincie Holland, waar radicale contraremonstranten en gematigden het niet eens konden worden. De contraremonstranten drongen in bewaakte termen aan op een definitieve uitroeiing van de "Remonstrantse" tendensen in de Republiek (waardoor een interne "eenheid" tot stand kwam) voordat een wapenstilstand zelfs maar kon worden overwogen. De radicale calvinistische predikers drongen aan op een "bevrijding" van meer van de Spaanse Nederlanden. De aandeelhouders van de WIC vreesden het vooruitzicht van een wapenstilstand in Amerika, die de plannen van die maatschappij voor een invasie van Portugees Brazilië zou doorkruisen. De vredespartij en de oorlogspartij in de Staten van Holland hielden elkaar dus perfect in evenwicht en er ontstond een impasse. Gedurende 1629 en 1630 werd er niets beslist.

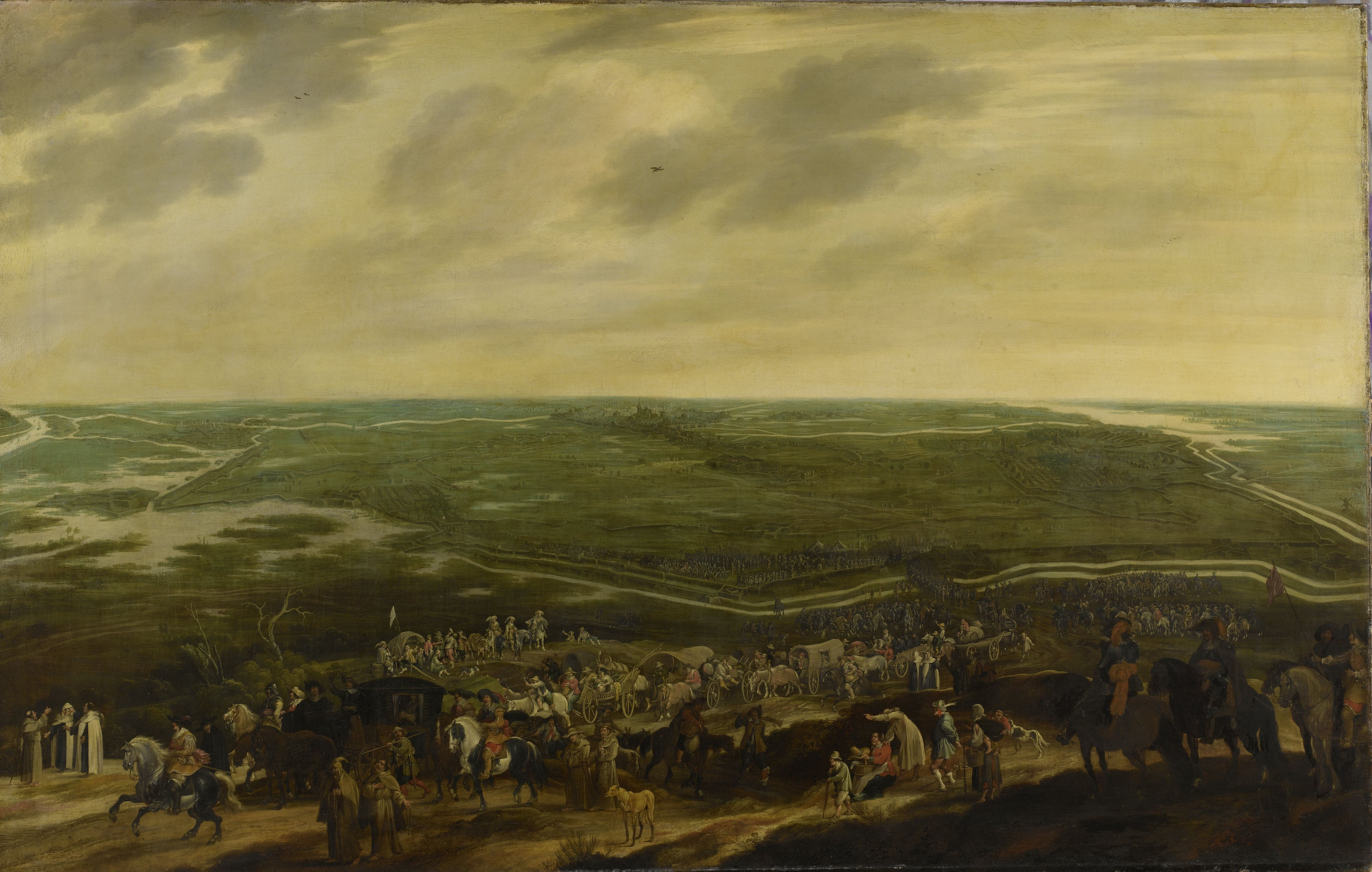
Het verslagen Spaanse garnizoen verlaat 's-Hertogenbosch, 17 september 1629

Om de impasse in de Staten van Holland te doorbreken, plande Frederik Hendrik in 1631 een sensationeel offensief. Hij was van plan Vlaanderen binnen te vallen en een diepe stoot naar Duinkerken te maken, zoals zijn broer in 1600 had gedaan. Zijn expeditie was nog groter. Hij scheepte 30.000 man en 80 veldkanonnen in op 3.000 rivierschepen voor zijn amfibische landing op IJzendijke. Van daaruit drong hij door tot het Kanaal Gent-Brugge dat de Brusselse regering had gegraven om de Nederlandse blokkade van de kustwateren te omzeilen. Helaas verscheen in dit stadium een aanzienlijke Spaanse troepenmacht in zijn achterhoede, wat een ruzie veroorzaakte met paniekerige gedeputeerden-in-het-veld die, zoals gewoonlijk, de veldtocht micro-manageden voor de Staten-Generaal. De burgers wonnen en een woedende Frederik Hendrik moest een schandelijke aftocht van de Nederlandse invasiemacht blazen.

### Veldtocht langs de Maas en mislukte besprekingen (1632–1634)
Uiteindelijk mocht Frederik Hendrik in 1632 een belangrijke slag slaan door Venlo, Roermond en Maastricht te veroveren tijdens Veldtocht langs de Maas in een tangbeweging ter voorbereiding op de verovering van de grote steden in de Zuidelijke Nederlanden. De eerste zet in zijn offensief was om een onwillige Staten-Generaal (over de bezwaren van de radicale calvinisten heen) een proclamatie te laten publiceren waarin werd beloofd dat de vrije uitoefening van de katholieke eredienst zou worden gegarandeerd in plaatsen die het Nederlandse leger dat jaar zou veroveren. De inwoners van de Zuidelijke Nederlanden werden uitgenodigd om "het juk van de Spanjaarden af te werpen". Dit stukje propaganda zou zeer effectief blijken. Frederik Hendrik viel nu met 30.000 man de Maasvallei binnen. Hij veroverde Venlo, Roermond en Sittard in korte tijd. Zoals beloofd werden de katholieke kerken en geestelijken ongemoeid gelaten. Op 8 juni sloeg hij het beleg voor Maastricht. Een wanhopige poging van Spaanse en Keizerlijke troepen om de stad te ontzetten mislukte en op 20 augustus 1632 liet Frederik Hendrik de gangen waarmee hij de stadsmuren had ondermijnd ontploffen, waardoor de stadsmuren doorbraken. De stad capituleerde drie dagen later. Ook hier mocht de katholieke eredienst voortbestaan.

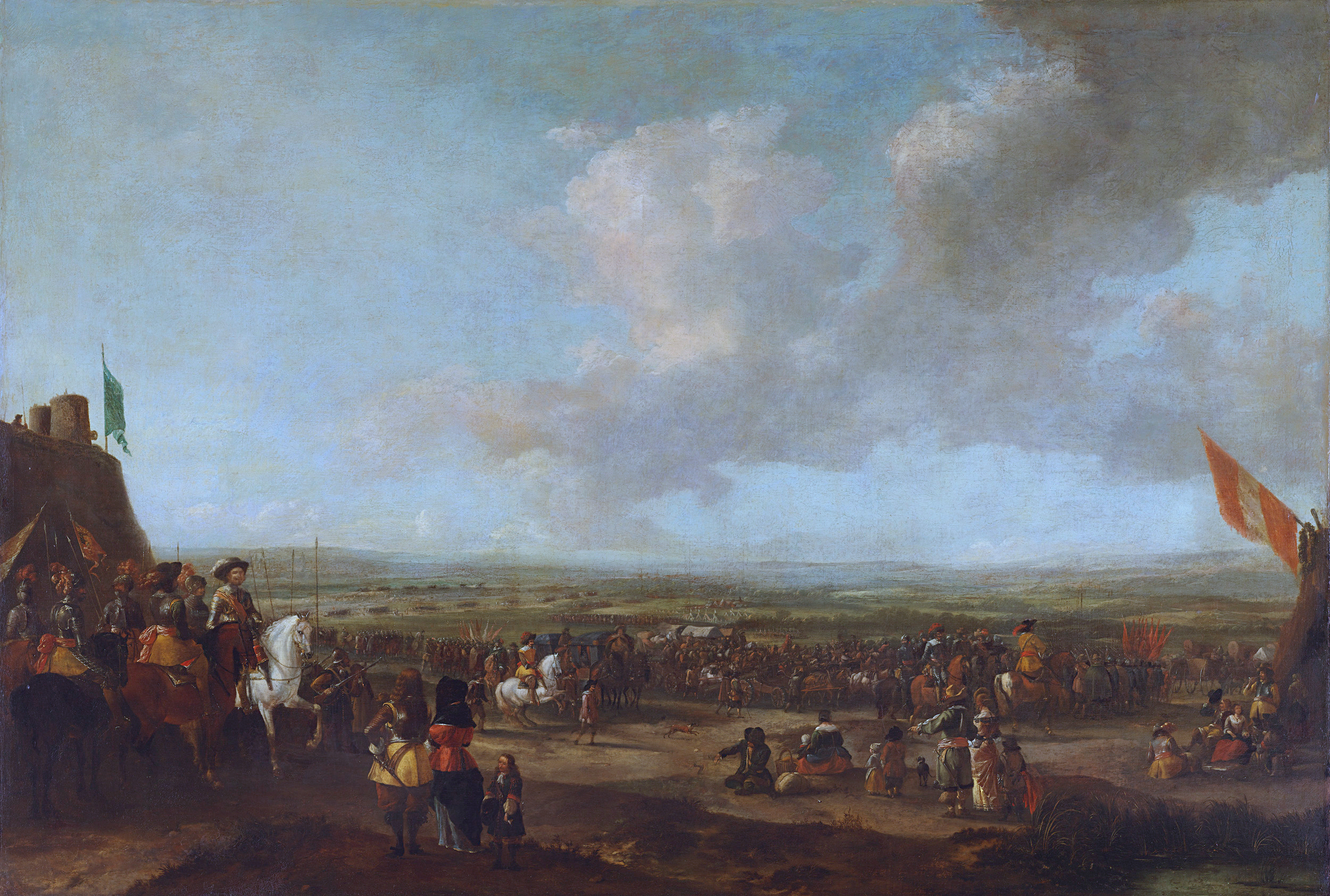
Frederik Hendrik bij de overgave van Maastricht, 22 augustus 1632

De infanta Isabella moest nu voor het eerst sinds haar inhuldiging in 1598 de zuidelijke Staten-Generaal bijeenroepen. Zij kwamen in september bijeen (naar later bleek voor de laatste keer onder Spaans bewind). De meeste zuidelijke provincies pleitten voor onmiddellijke vredesbesprekingen met de Republiek om de integriteit van het Zuiden en de vrije uitoefening van de katholieke religie te behouden. Een delegatie van de "zuidelijke" Staten-Generaal ontmoette de "noordelijke" Staten-Generaal, vertegenwoordigd door haar gedeputeerden te Maastricht. De "zuidelijke" afgevaardigden boden aan te onderhandelen op basis van de in 1629 door Filips IV verleende machtiging. Filips en Olivares trokken deze machtiging echter in het geheim in, omdat zij het initiatief van de zuidelijke Staten-Generaal beschouwden als een "usurpatie" van de koninklijke macht. Zij waren nooit van plan een eventueel akkoord na te komen.
Aan Noord-Nederlandse zijde was er de gebruikelijke verdeeldheid. Frederik Hendrik hoopte op een snel resultaat, maar Friesland, Groningen en Zeeland verzetten zich fel tegen de besprekingen, terwijl het verdeelde Holland aarzelde. Uiteindelijk gaven deze vier provincies toestemming om alleen met de zuidelijke provincies te praten, zonder erbij te betrekken Spanje. Een dergelijke aanpak zou de overeenkomst waardeloos maken, omdat alleen Spanje troepen bezat. De vredespartij in de Republiek bracht uiteindelijk zinvolle onderhandelingen tot stand in december 1632, toen er al kostbare tijd verloren was gegaan, waardoor Spanje versterkingen kon sturen. Beide partijen stelden aanvankelijk onverenigbare eisen, maar na veel gepalaver werden de zuidelijke eisen teruggebracht tot een Nederlandse evacuatie van Portugees Brazilië (dat in 1630 door de WIC was binnengevallen). In ruil daarvoor boden zij Breda en een schadeloosstelling voor de WIC voor het opgeven van Brazilië. De Noord-Nederlandse onderhandelaars (over het verzet van de oorlogspartij die de eisen te mild vond) verlaagden hun eisen tot Breda, Geldern en de Meierij van 's-Hertogenbosch, naast tariefconcessies in het Zuiden. Omdat ze beseften dat Spanje Brazilië nooit zou opgeven, stelden ze bovendien voor de vrede te beperken tot Europa en de oorlog overzee voort te zetten.
Tegen juni 1633 stonden de onderhandelingen op instorten. Er volgde een verschuiving in de Noord-Nederlandse politiek die lotsbepalend zou blijken voor de Republiek. Frederik Hendrik, die aanvoelde dat de besprekingen nergens toe leidden, stelde voor de tegenpartij een ultimatum te stellen om de Nederlandse eisen te aanvaarden. Hij verloor echter de steun van de "vredespartij" in Holland, geleid door Amsterdam. Deze regenten wilden meer concessies doen om vrede te krijgen. De vredespartij kreeg de overhand in Holland en stond voor het eerst sinds 1618 tegenover de stadhouder en de contraremonstranten. Frederik Hendrik wist echter de steun van de meerderheid van de andere provincies te verwerven en die stemden op 9 december 1633 (tegen de weerstand van Holland en Overijssel in) om de besprekingen af te breken. Ondanks het veroveren van de forten langs de Maas zouden noordelijke pogingen in de volgende jaren om Antwerpen en Brussel aan te vallen mislukken. De Noord-Nederlanders waren teleurgesteld door het gebrek aan steun van de zuidelijke bevolking.

## Frans-Nederlands bondgenootschap (1635–1640)

### Toenadering tussen Frankrijk en Republiek

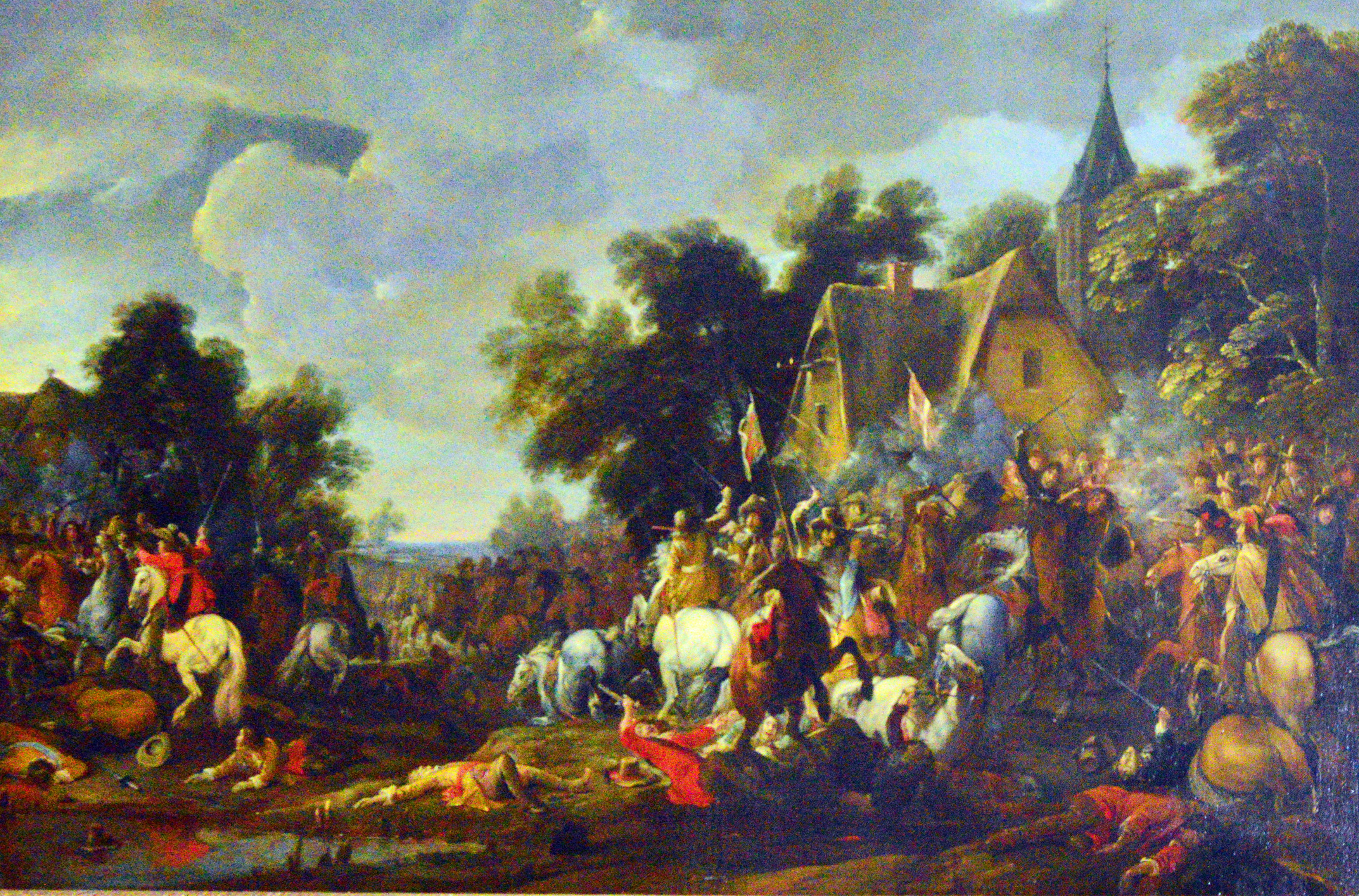
Een gevechtsscène uit de Tachtigjarige Oorlog door David Teniers II (1610–1690)

Terwijl de vredesonderhandelingen zich voortsleepten, stonden de gebeurtenissen elders in Europa natuurlijk niet stil. Terwijl Spanje druk bezig was met de Mantuaanse Successieoorlog, hadden de Zweden zich in 1630 gemengd in de Dertigjarige Oorlog in Duitsland onder Gustaaf II Adolf van Zweden, gesteund door Franse en Nederlandse subsidies. De Zweden gebruikten de nieuwe Nederlandse infanterietactieken (versterkt met verbeterde cavalerie-tactieken) met veel meer succes tegen de keizerlijke troepen dan de Duitse protestanten hadden gedaan en behaalden zo een aantal belangrijke successen, die het tij in de oorlog keerden. Toen de oorlog met Italië in 1631 was afgelopen, kon Spanje zijn troepen in het noordelijke oorlogstoneel echter weer op sterkte brengen. De kardinaal-infante Ferdinand bracht een sterk leger via de Spaanse Weg, en in de Slag bij Nördlingen (1634) versloeg dit leger, gecombineerd met keizerlijke troepen, met behulp van de traditionele Spaanse tercio-tactiek, op beslissende wijze de Zweden. Vervolgens marcheerde hij onmiddellijk naar Brussel, waar hij de oude Infanta Isabella opvolgde die in december 1633 was overleden. De kracht van Spanje in de Zuidelijke Nederlanden was nu aanzienlijk versterkt.
Nu de Staatsen geen uitzicht op vrede met Spanje meer hadden en geconfronteerd werden met een oplevende Spaanse macht, besloten ze de Franse ouvertures voor een offensieve alliantie tegen Spanje serieuzer te nemen. Deze verandering van strategisch beleid ging gepaard met een politieke ommekeer binnen de Republiek. De vredespartij rond Amsterdam maakte bezwaar tegen de clausule in het voorgestelde verdrag met Frankrijk die de handen van de Republiek bond door het sluiten van een afzonderlijke vrede met Spanje te verbieden. Dit zou de Republiek aan de Franse politiek binden en zo haar onafhankelijkheid beperken. Het verzet van de gematigde regenten tegen het Franse verbond veroorzaakte een breuk in de betrekkingen met de stadhouder. Voortaan zou Frederik Hendrik veel nauwer aansluiten bij de radicale contraremonstranten die het bondgenootschap steunden. Deze politieke verschuiving bevorderde de concentratie van macht en invloed in de Republiek in de handen van een kleine groep gunstelingen van de stadhouder. Dit waren de leden van de verschillende secrete besognes (geheime comités) waaraan de Staten-Generaal meer en meer de uitvoering van diplomatieke en militaire zaken toevertrouwden. Helaas maakte deze verschuiving naar geheime beleidsvorming door enkele vertrouwde hovelingen ook de weg vrij voor buitenlandse diplomaten om de beleidsvorming met steekpenningen te beïnvloeden. Sommige leden van de binnenste kring voerden wonderen van corruptie uit. Zo ontving Cornelis Musch, de griffier van de States-Generaal, 20.000 Franse livres voor zijn diensten bij het doordrukken van het Franse verdrag van kardinaal Richelieu, terwijl de plooibare Hollandse raadpensionaris Jacob Cats (die Adriaan Pauw, de leider van de oppositie tegen het bondgenootschap, was opgevolgd) 6.000 livres ontving.
Het Alliantieverdrag dat op 8 februari 1635 te Parijs werd ondertekend, verplichtte de Republiek om later dat jaar tegelijkertijd met Frankrijk de Spaanse Nederlanden binnen te vallen. Het verdrag liep vooruit op een verdeling van de Spaanse Nederlanden tussen de twee invallers. Indien de inwoners in opstand zouden komen tegen Spanje, zouden de Zuidelijke Nederlanden de onafhankelijkheid aangeboden krijgen op het model van de Kantons van Zwitserland, hoewel met de Vlaamse zeekust, Namen en Thionville geannexeerd zouden worden door Frankrijk en Breda, Geldern en Hulst aan de Republiek zouden komen. Indien de inwoners zich zouden verzetten, dan zou het land volledig worden opgedeeld, waarbij de Romaans-sprekende provincies en West-Vlaanderen naar Frankrijk zouden gaan en de rest naar de Republiek. Deze laatste verdeling opende het vooruitzicht dat Antwerpen weer met de Republiek zou worden verenigd en de Schelde weer opengesteld zou worden voor de handel in die stad, iets waar Amsterdam zeer op tegen was. Het verdrag bepaalde ook dat de katholieke godsdienst in de aan de Republiek toe te wijzen provincies volledig behouden zou blijven. Deze bepaling was begrijpelijk vanuit Frans oogpunt, aangezien de Franse regering onlangs de Hugenoten had onderdrukt in hun bolwerk La Rochelle (met steun van de Republiek) en in het algemeen de protestantse privileges aan het inperken was. Het maakte de radicale calvinisten in de Republiek echter woedend. Het verdrag was om die redenen niet populair in de Republiek.

### Frans-Nederlandse invasie van het Zuiden (1635)

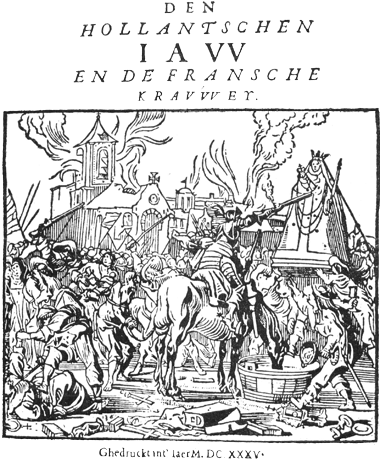
De Plundering van Tienen (1635) afgebeeld in een eigentijdse krant

Het verdelen van de Spaanse Nederlanden bleek moeilijker dan voorzien. Olivares had voor deze tweefrontenoorlog een strategie opgesteld die zeer effectief bleek. Spanje ging in de verdediging tegen de Franse troepen die in mei 1635 binnenvielen en hield ze met succes op afstand. De Frans-Nederlandse troepen hadden aanvankelijk enig succes: de Nederlanders sloegen een Spaanse belegering van Philippine af (8–20 mei 1635), de Fransen behaalden een zege in de Slag bij Les Avins (20 mei 1635) en de vereende krachten volbrachten vervolgens de Inname van Tienen (8–10 juni 1635). Tienen werd echter zwaar geplunderd, met massamoorden en verkrachtingen tegen het Spaanse garnizoen en de burgerbevolking. Uiteindelijk brak er, opzettelijk of per ongeluk, een grote brand uit die het grootste deel van de stad verwoestte (inclusief een ontheiliging van de katholieke kerken en kloosters), evenals kostbare voedselvoorraden en munitie die de Fransen en Nederlanders nodig hadden voor de rest van hun campagne. Hoewel steden als Diest, Herentals en Aarschot zich onmiddellijk overgaven aan de invallers, was dat slechts uit angst hetzelfde lot te moeten ondergaan als Tienen.
Enige sympathieën die de burgerbevolking van de Zuidelijke Nederlanden in het algemeen tot dan toe zou hebben gehad voor de beloften van de Frans-Nederlandse bondgenootschap om zich van de Spanjaarden te "bevrijden", kregen door deze wreedheden een zware klap. De nieuwe generatie die in Vlaanderen en Brabant was opgegroeid en zich grondig tot het rooms-katholicisme had bekeerd, wantrouwde de calvinistische Noord-Nederlanders nu nog meer dan zij de Spaanse bezetters verafschuwde. De Franse en Noord-Nederlandse leiders waren zeer in verlegenheid gebracht en begonnen elkaar de schuld te geven van de plundering, waarbij Frederik Hendrik enkele disciplinaire maatregelen nam in een poging een deel van de schuld af te wenden. De Spaanse regering te Brussel buitte de Inname van Tienen met succes uit voor anti-opstandige en anti-protestantse propaganda om elke zuidelijke opstand ter ondersteuning van de Frans-Nederlandse invasie verder te ontmoedigen. De officiële oorlogsverklaring van de kardinaal-infante Ferdinand aan Frankrijk vermeldt uitdrukkelijk de wreedheden tegen "de stad Tienen, God, de sacramenten en kerken, priesters, religieuzen, bejaarden, vrouwen en kinderen".

Beleg van Schenkenschans door Gerrit van Santen

Het Beleg van Leuven (24 juni – 4 juli 1635) was een ramp voor de geallieerden. De kardinaal-infante bracht zijn volledige offensieve krachten in stelling tegen de Noord-Nederlanders, in de hoop hen in een vroeg stadium uit de oorlog te stoten, waarna Frankrijk snel zelf tot inkeer zou komen, zo hoopte men. Het Leger van Vlaanderen telde nu weer 70.000 man, ten minste op gelijke hoogte met de Staatse troepen. Zodra de kracht van de dubbele invasie door Frankrijk en de Republiek was gebroken, kwamen deze troepen uit hun burchten en vielen in een tangbeweging de onlangs veroverde Nederlandse gebieden aan. In juli 1635 veroverden Spaanse troepen vanuit Geldern het strategisch essentiële fort Schenkenschans. Dit lag op een eiland in de Rijn bij Kleef en beheerste de "achterdeur" naar het hartland van de Republiek langs de noordoever van de Rijn. Kleef zelf werd al snel veroverd door een gecombineerde Keizerlijke-Spaanse troepenmacht en Spaanse troepen veroverden de Meierij.
De Republiek kon de verovering van de Schenkenschans niet laten schieten. Frederik Hendrik concentreerde daarom een enorme troepenmacht om de vesting te belegeren, zelfs gedurende de wintermaanden van 1635 op 1636. De Spaanse regering hield hardnekkig vast aan de vesting en de strategische corridor door Kleef. Zij hoopte dat de druk op dit strategische punt en de dreiging van een ongehinderde invasie van Gelre en Utrecht de Republiek tot overgave zou dwingen. De geplande Spaanse invasie kwam er echter nooit, want de stadhouder dwong in april 1636 de overgave van het Spaanse garnizoen in Schenkenschans af. Dit was een zware slag voor Spanje.

### Staatse herovering Breda en verdere operaties (1637–1640)

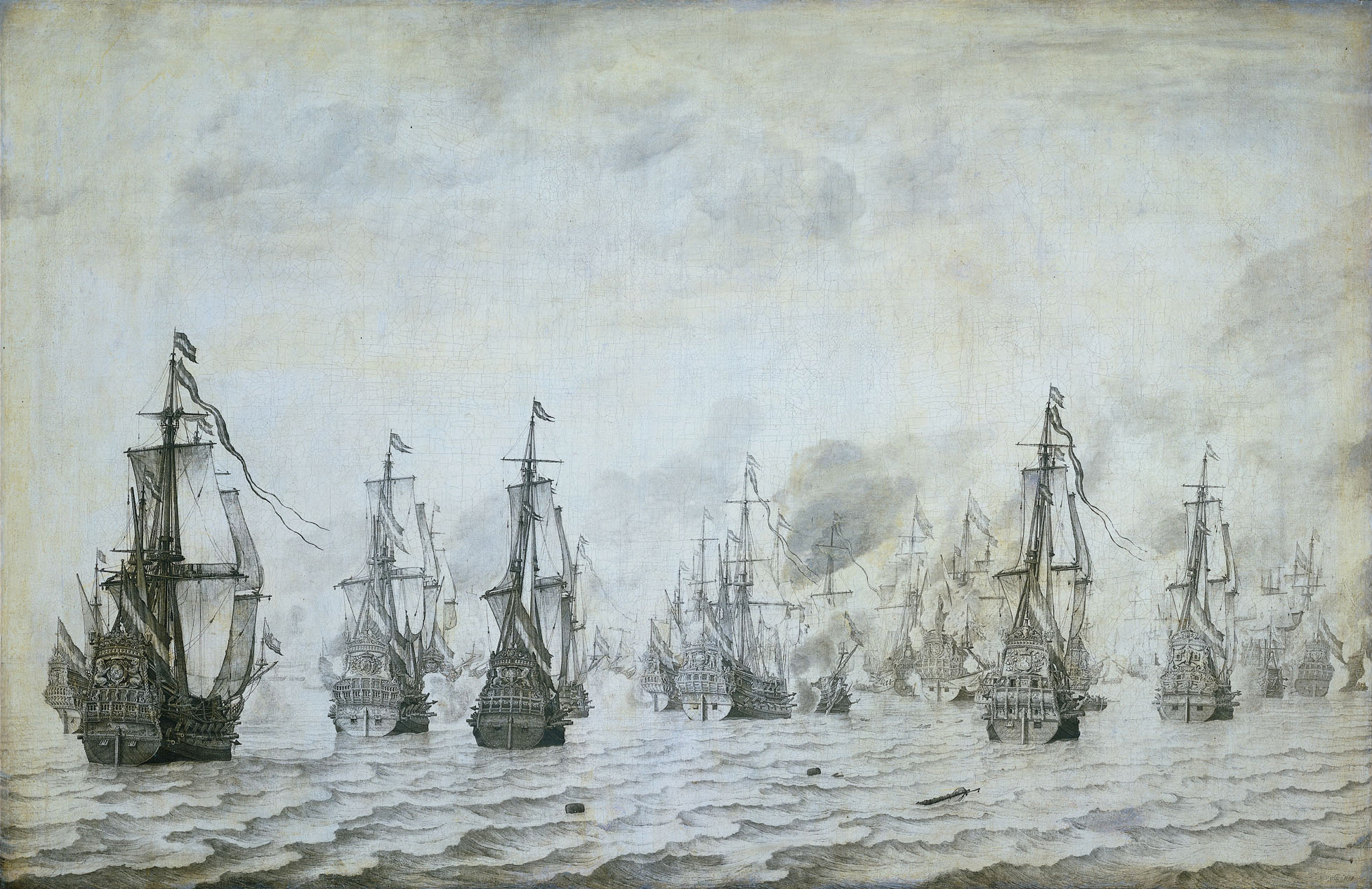
De Zeeslag bij Duinkerke tussen de Staatse vloot en Duinkerker kapers, 18 februari 1639

Omdat dat de kardinaal-infante het volgende jaar het zwaartepunt van zijn campagne verlegde naar de Franse grens, wist Frederik Hendrik daarop met een relatief kleine troepenmacht Breda te heroveren tijdens het vierde Beleg van Breda (21 juli – 11 oktober 1637). Deze onderneming, waarbij zijn troepen een heel seizoen werden ingezet, zou lange tijd zijn laatste succes zijn, want de vredespartij in de Republiek slaagde er tegen zijn bezwaren in om de oorlogsuitgaven te beperken en het Staatse leger in te krimpen. Deze bezuinigingen werden doorgezet ondanks het feit dat de economische situatie in de Republiek in de jaren 1630 aanzienlijk was verbeterd, na de economische malaise van de jaren 1620 als gevolg van de Spaanse embargo's. De Spaanse rivierblokkade was in 1629 beëindigd. Het einde van de Pools-Zweedse Oorlog in 1629 eindigde de verstoring van de Hollandse Oostzeehandel. Het uitbreken van de Frans-Spaanse Oorlog (1635-1659) sloot de alternatieve handelsroute door Frankrijk voor de Vlaamse export, waardoor het Zuiden de zware Noord-Nederlandse oorlogstarieven moest betalen. Een verhoogde vraag vanuit Duitsland naar levensmiddelen en militaire voorraden als gevolg van militaire ontwikkelingen in dat land, droeg bij tot de economische bloei in de Republiek, evenals de successen van de VOC in Indië en de WIC in Amerika (waar de WIC na de Nederlandse invasie van 1630 voet aan de grond had gekregen in Portugees Brazilië en er nu een bloeiende suikerhandel dreef). De hausse leverde veel inkomsten en spaargeld op, maar vanwege de aanhoudende Spaanse handelsembargo's waren er weinig investeringsmogelijkheden in de handel. Als gevolg daarvan beleefde de Republiek een aantal speculatieve zeepbellen op het gebied van huizen, grond (meren zoals de Beemster in Noord-Holland werden in deze periode ingepolderd) en de beruchte tulpenmanie. Ondanks deze economische opleving, die zich vertaalde in hogere belastinginkomsten, toonden de Nederlandse regenten weinig enthousiasme om het hoge niveau van militaire uitgaven van het midden van de jaren 1630 te handhaven. Het échec van de Slag bij Kallo van juni 1638 droeg weinig bij tot meer steun voor de veldtochten van Frederik Hendrik in de volgende jaren. Deze bleken niet succesvol; zijn wapenbroeder Hendrik Casimir, de Friese stadhouder, overleed na verwondingen opgelopen in de Slag bij Hulst in juli 1640.
De Republiek behaalde echter grote overwinningen op andere plaatsen. De oorlog met Frankrijk had de Spaanse Weg voor Spanje afgesloten, waardoor het moeilijk was om versterkingen vanuit Italië aan te voeren. Olivares besloot daarom vanuit Spanje 20.000 troepen over zee te sturen in een Tweede Spaanse Armada. Deze vloot werd vernietigd door de Staatse vloot onder Maarten Tromp en Witte de With in de Zeeslag bij Duins van 31 oktober 1639. Dit liet er weinig twijfel meer over bestaan dat de Republiek nu de sterkste marine ter wereld bezat, ook al omdat de Royal Navy gedwongen was machteloos toe te kijken terwijl de strijd in Engelse territoriale wateren woedde.

## Koloniale strijdtoneel

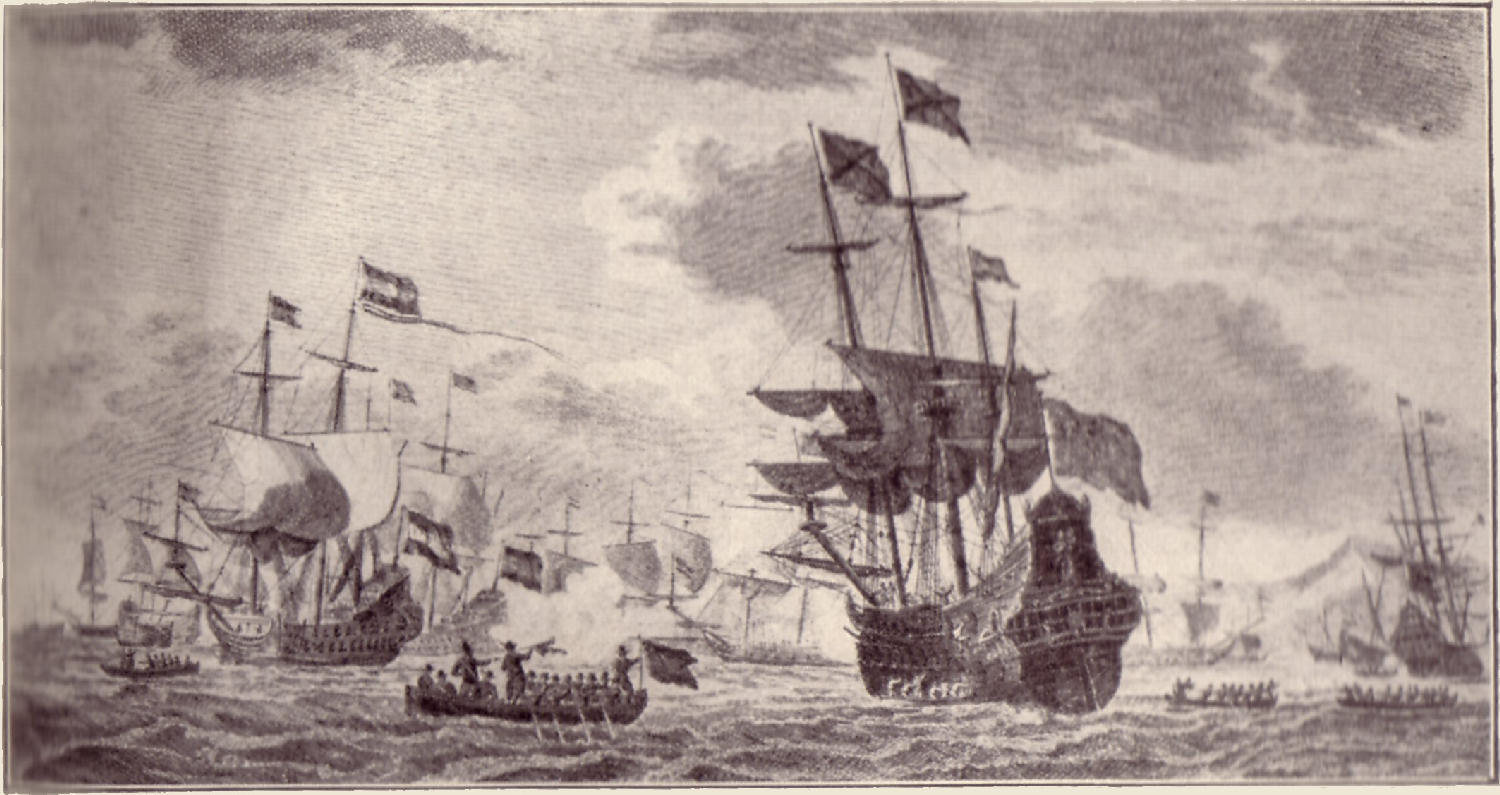
Piet Hein veroverde in 1628 een Spaanse zilvervloot in de Slag in de Baai van Matanzas. The Story of New Netherland, Chapter 27 (1909).

Naarmate meer Europese staten hun koloniale imperia begonnen op te bouwen, breidden hun onderlinge oorlogen zich ook uit tot de koloniën. Strijd werd gevoerd om winstgevende verre koloniën zoals Macau, Oost-Indië, Ceylon, Formosa (Taiwan), de Filipijnen, Brazilië enzovoort. De belangrijkste van deze conflicten zou bekend worden als de Nederlands-Portugese Oorlog. De Noord-Nederlanders bouwden een handelsimperium op over de hele wereld en gebruikten hun dominantie op zee met groot voordeel. De Verenigde Oostindische Compagnie (VOC) werd opgericht om alle Nederlandse handel met het Oosten te beheersen, terwijl de West-Indische Compagnie (WIC) hetzelfde deed voor het Westen.
In de koloniën op het westelijk halfrond beperkten de Noord-Nederlandse Staten-Generaal zich meestal tot het ondersteunen van de kaapvaart door hun kapiteins in de Caraïbische Zee om de Spaanse schatkist te leeg te zuigen en hun eigen schatkist te vullen. De succesvolste van deze rooftochten was de verovering van het grootste deel van een Spaanse zilvervloot door Piet Hein in de Slag in de Baai van Matanzas van 1628, waardoor Frederik Hendrik het beleg van 's-Hertogenbosch (1629) kon financieren en de Spaanse betalingen van troepen ernstig werd verstoord. Maar er werden ook pogingen ondernomen om bestaande kolonies te veroveren of nieuwe te stichten in Brazilië, Noord-Amerika en Afrika. De meeste hiervan zouden slechts kort of gedeeltelijk succesvol zijn. In het Oosten leidden de activiteiten tot de verovering van veel winstgevende handelskolonies, een belangrijke factor in het tot stand komen van de zogenaamde Gouden Eeuw in de Republiek.
In Azië en Amerika was de oorlog goed verlopen voor de Noord-Nederlanders. Die koloniale strijdtonelen van de oorlog werden voornamelijk uitgevochten door gevolmachtigden, met name de Nederlandse West- en Oost-Indische Compagnieën. Deze compagnieën beschikten, onder octrooi van de Republiek, over quasi-soevereine bevoegdheden, waaronder de bevoegdheid om namens de Republiek oorlog te voeren en verdragen te sluiten. De invasie van Portugees Brazilië door een amfibische WIC-macht in 1630 was het begin van Nederlands-Brazilië (de officiële naam voor deze kolonie was "Nieuw-Holland"). Deze groeide geleidelijk onder gouverneur-generaal Johan Maurits van Nassau-Siegen in de periode 1637–44. Het strekte zich uit van de Amazonerivier tot Fort Maurits aan de rivier de São Francisco. Al snel bloeide in dit gebied een groot aantal suikerplantages, waardoor het bedrijf de Europese suikerhandel kon domineren. De kolonie was ook de basis voor veroveringen van Portugese bezittingen in Afrika (vanwege de bijzonderheden van de passaatwinden die het gemakkelijk maken om vanuit Brazilië op het zuidelijk halfrond naar Afrika te varen). Vanaf de verovering van het Portugese Fort Elmina in 1637 greep de WIC de macht over de Golf van Guinea op de Afrikaanse kust en daarmee ook het centrum van de slavenhandel richting de Amerika's (zie ook Trans-Atlantische slavenhandel en Geschiedenis van de Nederlandse slavernij). In 1641 veroverde een WIC-expeditie vanuit Brazilië onder leiding van Cornelis Jol het Portugese Angola. Het Spaanse eiland Curaçao (met een belangrijke zoutproductie) werd in 1634 veroverd, gevolgd door een aantal andere Caribische eilanden.
Het WIC-imperium in Brazilië begon echter te wankelen toen de Portugese kolonisten op haar grondgebied in 1645 een spontane opstand begonnen. Tegen die tijd was de officiële oorlog met Portugal voorbij, omdat in Portugal zelf in december 1640 de Portugese Restauratieoorlog was begonnen tegen de Spaanse kroon. De Republiek sloot al snel een tienjarig bestand met Portugal, maar dit bleef beperkt tot Europa. De overzeese oorlog werd er niet door beïnvloed. Tegen het einde van 1645 had de WIC effectief de controle over Noordoost-Brazilië verloren. Na 1648, toen de Republiek een marine-expeditie stuurde, zou er een tijdelijke ommekeer komen, maar toen was de Tachtigjarige Oorlog al voorbij.
In het Verre Oosten veroverde de VOC drie van de zes belangrijkste Portugese bolwerken in Portugees Ceylon in de periode 1638–41, in een bondgenootschap met de koning van Kandy. In 1641 werd Portugees Malakka veroverd. Ook hier zouden de belangrijkste veroveringen van Portugees grondgebied volgen na het einde van de oorlog.
De resultaten van de VOC in de oorlog tegen de Spaanse bezittingen in het Verre Oosten waren minder indrukwekkend. De gevechten van Playa Honda in de Filipijnen in 1610, 1617 en 1624 resulteerden in nederlagen voor de Noord-Nederlanders. Een expeditie in 1647 onder Maarten Gerritsz de Vries eindigde eveneens in een aantal nederlagen in de Zeeslagen bij La Naval de Manila (1646) en de Zeeslag bij Puerto de Cavite (1647). Deze expedities waren echter vooral bedoeld om de Spaanse handel met China lastig te vallen en het jaarlijkse Manillagaljoen te veroveren, niet (zoals vaak wordt aangenomen) om de Filipijnen binnen te vallen en te veroveren.

## Eindstrijd (1640–1648)

### Vredespartij wint aan invloed

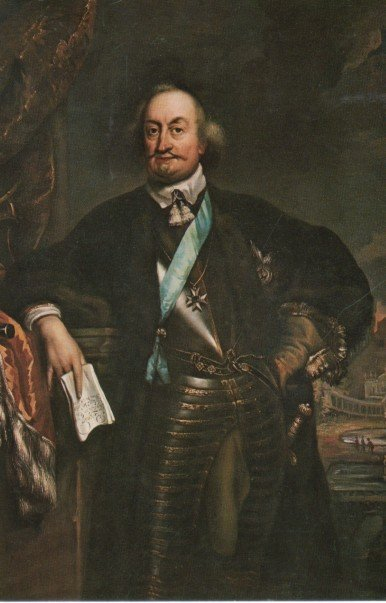
Johan Maurits van Nassau-Siegen door Jan de Baen

De opstanden in Portugal en in Catalonië, beide in 1640, verzwakten de positie van Spanje aanzienlijk. Voortaan zou Spanje steeds meer pogingen ondernemen om vredesonderhandelingen te beginnen. Deze werden aanvankelijk afgewezen door de stadhouder, die het bondgenootschap met Frankrijk niet in gevaar wilde brengen. Cornelis Musch onderschepte als griffier van de Staten-Generaal alle correspondentie die de Brusselse regering hierover aan de Staten probeerde te sturen (en werd daarvoor door de Fransen rijkelijk gecompenseerd). Frederik Hendrik had echter ook een intern politiek motief om de vredesgezinden af te buigen. Het regime, zoals dat door Maurits na zijn staatsgreep in 1618 was gegrondvest, was afhankelijk van de ontmanteling van Holland als machtscentrum. Zolang Holland verdeeld was, regeerde de stadhouder oppermachtig. Ook Frederik Hendrik was voor zijn suprematie afhankelijk van een verdeeld Holland. Aanvankelijk (tot 1633) steunde hij daarom de zwakkere gematigden tegen de contraremonstranten in de Staten van Holland. Toen de gematigden na 1633 de overhand kregen, verlegde hij zijn standpunt naar steun aan de contraremonstranten en de oorlogspartij. Deze politiek van "verdeel en heers" stelde hem in staat om in de Republiek een monarchale positie te verwerven in allesbehalve naam. Hij versterkte die zelfs, toen hij na de dood van Hendrik Casimir diens zoon Willem Frederik van Nassau-Dietz in een onbetamelijke intrige de stadhouderschappen van Groningen en Drenthe ontnam. Willem Frederik kreeg alleen het stadhouderschap van Friesland; Frederik Hendrik was vanaf 1640 stadhouder in de andere zes van de Zeven Provinciën.
Maar deze positie was alleen houdbaar zolang Holland verdeeld bleef. Na 1640 raakte Holland echter steeds meer verenigd in verzet tegen de oorlog. De reden was, zoals zo vaak in de geschiedenis van de Republiek, geld: de Hollandse regenten waren, gezien de verminderde dreiging vanuit Spanje, steeds minder geneigd het enorme militaire apparaat te financieren dat de stadhouder na 1629 had opgebouwd. Vooral omdat dit grote leger toch al teleurstellende resultaten opleverde: in 1641 werd alleen Gennep veroverd. Het jaar daarop slaagde Amsterdam erin om een inkrimping van het leger van ruim 70.000 naar 60.000 door te drukken, tegen de bezwaren van de stadhouder in.

### Start van vredesonderhandelingen

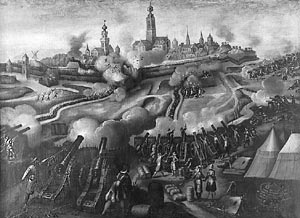
Het Beleg van Hulst (1645), de laatste grote belegering van de oorlog

De Hollandse regenten probeerden de macht van de stadhouder verder terug te dringen door het systeem van secrete besognes in de Staten-Generaal op te heffen. Het doel hiervan was het terugdringen van de invloed van gunstelingen van de stadhouder, die deze commissies beheersten. Het was een belangrijke ontwikkeling in het kader van de algemene vredesonderhandelingen die de belangrijkste deelnemers aan de Dertigjarige Oorlog (Frankrijk, Zweden, Spanje, de keizer en de Republiek) in 1641 in Münster en Osnabrück begonnen. Het opstellen van de instructies voor de Staatse delegatie gaf aanleiding tot heftige discussies en Holland zorgde ervoor dat zij niet werd uitgesloten van de formulering ervan. De Noord-Nederlandse eisen die uiteindelijk werden overeengekomen waren:
- de Spaanse overdracht van de gehele Meierij van 's-Hertogenbosch aan de Republiek;
- de erkenning van de Nederlandse veroveringen in Oost- en West-Indië;
- de permanente sluiting van de Schelde voor Antwerpse handel;
- tariefconcessies in de Vlaamse havens; en
- de opheffing van de Spaanse handelsembargo's.[59]

Terwijl de vredesonderhandelingen in een slakkengang verliepen, behaalde Frederik Hendrik nog enkele laatste militaire successen: in 1644 veroverde hij Sas van Gent en Hulst in wat later Staats-Vlaanderen zou worden. Maar in 1646 weigerde Holland, ziek van het getreuzel in de vredehandel, de jaarlijkse oorlogsbegroting goed te keuren, tenzij er vooruitgang werd geboekt in de onderhandelingen. Frederik Hendrik gaf nu toe en begon het vredesproces te bevorderen in plaats van deze te frustreren. Toch was er nog zoveel tegenwerking van andere kanten (de pro-Franse partijgangers in de Staten-Generaal, Zeeland, Frederik Hendriks zoon Willem) dat de vrede niet voor Frederik Hendriks dood op 14 maart 1647 kon worden gesloten.

### Spanjes nadeel
Het langdurige conflict kostte Spanje uiteindelijk de noordelijke provincies van de Habsburgse Nederlanden. Hoewel wetenschappers talrijke redenen voor het verlies aanvoeren, is het belangrijkste argument dat Spanje zich de kosten van het conflict niet langer kon veroorloven. Al is het zeker dat zowel de Spaanse als de Staatse strijdkrachten fortuinen uitgaven om hun oorlogsvoering te financieren, begonnen de laatsten toch steeds meer in het voordeel te komen. Dankzij de bloeiende economie van de Republiek, die vooral werd aangedreven door Noord-Nederlandse banken en een bloeiende aandelenmarkt, kregen de soldaten in de rebellenlegers hun soldij op tijd. Aan het Spaanse front was de zaak somber. Volgens Nolan (2017) hadden de troepen meestal maanden en in veel gevallen jaren achterstallig loon tegoed en "als gevolg daarvan vochten ze met minder enthousiasme en muitten ze tientallen keren tijdens de acht decennia durende oorlog." Bovendien gaven de Spaanse huurlingen hun geld uit in Vlaanderen, niet in Spanje. Daardoor werd jaarlijks drie miljoen dukaten in de economie van de Nederlanden gepompt.

### Vrede van Münster

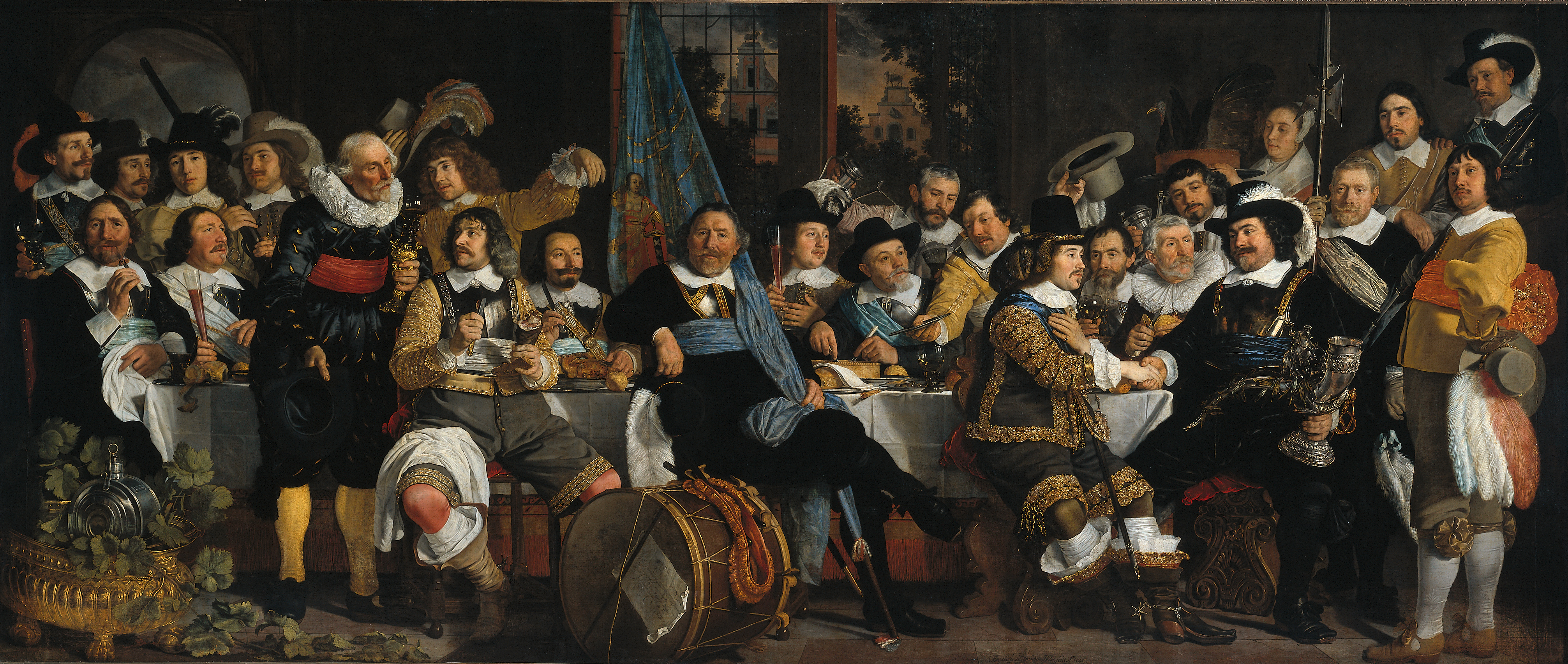
Amsterdam citizens celebrating the Vrede van Münster, 1648 painting by Bartholomeus van der Helst

Op 30 januari 1648 kwamen Spanje en de Nederlandse Republiek overeen om de oorlog te beëindigen met de Vrede van Münster. Te Münster wisselden de partijen op 15 mei 1648 geratificeerde exemplaren van het vredesverdrag uit, waarmee de vrede een feit was. Dit verdrag maakte deel uit van de Europabrede Vrede van Westfalen die ook een einde maakte aan de Dertigjarige Oorlog. In het verdrag werd het machtsevenwicht in West-Europa aangepast aan de feitelijke geopolitieke realiteit. Dit betekende dat de jure de Nederlandse Republiek werd erkend als onafhankelijke staat en dat feitelijk de reeds lang bestaande afscheiding van de Noordelijke Nederlanden (en ook de Oude Zwitserse Eedgenootschap) van het Heilige Roomse Rijk eindelijk werd geformaliseerd. De Republiek behield de controle over de gebieden die in de latere stadia van de oorlog waren veroverd.
In veel opzichten was dit het onverwachte en ongeplande resultaat van een complex geheel van gelijktijdige ontwikkelingen gedurende tientallen jaren. De nu als zodanig erkende Nederlandse Republiek bestond niet langer uit de provincies en steden die vanaf 1579 oorspronkelijk de Unie van Utrecht hadden gesloten: zuidelijke steden die de Unie hadden ondertekend zoals Antwerpen, Gent, Brugge, Ieper, Mechelen en Lier waren alle in de jaren 1580 heroverd door Alexander Farnese (Parma). Het "Verraad van Rennenberg" in 1580 maakte het voor de opstandige Unie bovendien noodzakelijk om de provincies Friesland, Drenthe, Overijssel en vooral Groningen opnieuw veilig te stellen tussen 1580 en 1594. Despite losing several members throughout the war, the remaining Union signatories managed to persevere. De Unie van Utrecht van 1579 had ook trouw beloofd aan Filips II, waarna het Plakkaat van Verlatinghe van 1581 hem alsnog afzette met de bedoeling om hem te vervangen door een andere monarch; toch besloten de opstandige Staten-Generaal uiteindelijk in 1588 een republiek te worden.
Elke provincie werd nu bestuurd door haar soevereine Staten, meerhoofdige bestuurscolleges die al voor de oorlog bestonden, voornamelijk als adviesraden, maar die nu een regerende rol kregen; destijds een unicum in Europa. De door het Staatse leger in de laatste fase van de oorlog veroverde grensgebieden, namelijk Staats-Vlaanderen, Staats-Brabant, Staats-Opper-Gelre en de Landen van Overmaas, werden de zogenaamde Generaliteitslanden, omdat zij rechtstreeks door de Staten-Generaal zouden worden bestuurd. Op het gebied van religie was er een uniek evenwicht ontstaan, waarbij alle inwoners van de Republiek gewetensvrijheid kregen, maar alleen leden van de calvinistische Nederduits Gereformeerde Kerk – de publiekelijk bevoorrechte kerk, hoewel het nooit officieel een "staatskerk" is geworden – hun godsdienst openlijk konden uitoefenen. Het privé belijden van andere godsdiensten of stromingen werd getolereerd, hoewel niet-calvinisten nog steeds werden gediscrimineerd en uitgesloten van openbare ambten.

## Nasleep
De Fransen en Nederlanders waren oorspronkelijk overeengekomen hun krachten te bundelen in de onderhandelingen met Spanje. Terwijl de bereidwillige Nederlanders en Spanjaarden in januari 1648 de tekst van hun vredesverdrag hadden opgesteld, konden de Fransen en Spanjaarden nog steeds geen overeenstemming bereiken en de Fransen probeerden hun Nederlandse bondgenoten ervan te weerhouden de overeenkomst te bezegelen; de geërgerde onderhandelaars van de Republiek hadden het gevoel dat de "zelfzuchtige" Fransen tijd rekten om over de rug van de Nederlanders meer Spaanse concessies te verkrijgen. De Nederlanders besloten op 30 januari 1648 een afzonderlijke vrede met Spanje te sluiten, bevestigd op 15 mei 1648, terwijl er nog geen teken was van Frans-Spaanse toenadering. En zo duurde de Franco-Spaanse Oorlog nog 11 jaar tot het Verdrag van de Pyreneeën van 1659.
Portugal was geen partij bij de Vrede van Münster van 1648 en de overzeese Nederlands-Portugese Oorlog (1602–1663) werd na het verstrijken van de tienjarige wapenstilstand van 1640 hevig hervat. In Brazilië en Afrika wisten de Portugezen na een lange strijd het grootste deel van het in het begin van de jaren 1640 aan de WIC verloren gebied te heroveren. Dit leidde echter tot een korte oorlog in Europa in de jaren 1657–60, waarin de VOC haar veroveringen in Ceylon en de kustgebieden van het Indisch subcontinent voltooide. Portugal werd gedwongen de WIC schadeloos te stellen voor haar verliezen in Brazilië.
De chaotische en dramatische eerste decennia van de Tachtigjarige Oorlog, die gevuld waren met burgeropstanden en grootschalige stadsmoorden, eindigden voor de provincies ten noorden van de Grote Rivieren grotendeels nadat zij in 1588 de Republiek hadden uitgeroepen, de Spaanse troepen hadden verdreven en vrede, veiligheid en welvaart voor hun bevolking hadden bewerkstelligd. De conventionele geschiedschrijving heeft de neiging om de rest van de oorlog te verdoezelen en zich te concentreren op de economische bloei van vooral het gewest Holland in de daaropvolgende zogenaamde Gouden Eeuw. Moderne historici hebben echter bezwaar gemaakt tegen deze verschuiving van de aandacht, aangezien het platteland in met name Brabant, Vlaanderen en de gebieden die de moderne twee provincies Belgisch-Limburg en Nederlands-Limburg vormen, verwoest bleven worden door tientallen jaren van ononderbroken oorlogsvoering, waarbij legers boeren dwongen hun voedsel af te staan of hun gewassen vernietigden om de vijand voedsel te onthouden. Beide partijen hieven belastingen op boeren in de nog steeds betwiste omgeving van 's-Hertogenbosch nadat de Nederlanders de stad in 1629 hadden veroverd. Steden zoals Helmond, Eindhoven en Oisterwijk werden herhaaldelijk het slachtoffer van plundering, brandstichting en seksueel geweld gepleegd door zowel de rebellen als de koninklijke troepen. Deze gruweldaden en drama's in de grensgebieden dienen volgens moderne wetenschappers niet te worden genegeerd, laat staan dat men mag impliceren dat de "Gouden Eeuw" door iedereen in (wat zou uitgroeien tot) de Nederlandse Republiek als zodanig werd beleefd.
De hogere en middenklasse van de Republiek, vooral in de provincies Holland, Zeeland en Utrecht, floreerden in deze tijd en beleefden de zogenaamde Nederlandse Gouden Eeuw, met een gemiddeld relatief hoge levenskwaliteit. Weelde en welzijn waren echter nogal ongelijk verdeeld over de sociale klassen, waarbij de lagere klassen in de Hollandse steden slechter af waren dan de nieuw opgerichte regentenklasse. Evenzo bestond de meerderheid van de bevolking in de oostelijke provincies uit arme boeren die nog steeds werden geregeerd door de traditionele adel. In het zuiden van de Republiek, waar de Generaliteitslanden geen politieke vertegenwoordiging hadden in de Staten-Generaal, werd de in meerderheid katholieke bevolking getolereerd, maar wel gediscrimineerd, en bestond bovendien meestal uit relatief arme boeren.